# Championnat de France de hockey sur glace 2011-2012
Saison précédente Saison suivante
La saison 2011–2012 est la 91e saison du championnat de France de hockey sur glace. Après avoir fini premiers de la saison régulière de Ligue Magnus, les Dragons de Rouen remportent la finale de la Coupe Magnus en battant les Brûleurs de Loups. Martin Gascon, joueur canadien des Ducs de Dijon, termine meilleur pointeur de l'élite avec cinquante-neuf points et est désigné meilleur joueur de la saison.
Les Bisons de Neuilly-sur-Marne, qui viennent d'accéder à la Ligue Magnus, terminent dernier de la saison régulière avec seulement trois victoires et perdent par la suite leur série de barrage contre les Ours de Villard-de-Lans ; ils sont ainsi rétrogradés en Division 1 pour la saison suivante. Ce sont les Scorpions de Mulhouse qui prennent leur place après avoir battu en finale les Aigles de Nice qui avaient terminés en tête de la saison régulière.
Les Jokers de Cergy-Pontoise et les Lynx de Valence se classent derniers de la division 1 et sont relégués en Division 2. Leur place est prise en première division par les deux finalistes des séries de la division 2 : les Chevaliers du Lac et les Galaxians d'Amnéville, les Chevaliers remportant le titre avec deux victoires à zéro. Le Graoully de Metz et les Renards d'Orléans perdent leur place en division 2 et joueront la saison prochaine en Division 3, laissant leur place aux équipes réserves de Strasbourg et de Briançon.
Par la suite, l'équipe réserve de Briançon et l'équipe senior des Lions de Wasquehal sont dissoutes.

## Règlement
Il s'applique pour toutes les divisions, sauf la Division 3.

### Points
Une victoire, qu'elle soit lors du temps réglementaire, après prolongations ou tirs au but, rapporte deux points ; une défaite après prolongation ou aux tirs au but rapporte un point alors qu'une défaite lors du temps réglementaire ne rapporte aucun point.

### Classement
Les équipes sont classées en fonction du nombre de points qu'elles ont enregistré. En cas d'égalité, les critères suivants sont appliqués:
1. Points dans les rencontres directes
2. Nombre de matchs perdus par forfait
3. Nombre de buts marqués dans le temps réglementaire entre les équipes concernées
4. Différence de buts générale
5. Quotient buts marqués / buts encaissés lors de tous les matchs de la poule
6. Nombre de buts marqués lors de tous les matchs de la poule

Si après avoir épuisé tous ces critères, deux équipes sont toujours à égalité, un match de barrage est alors organisé sur terrain neutre.

## Ligue Magnus

### Équipes engagées
| Amiens Angers Briançon Caen Chamonix Dijon Épinal Gap Grenoble Morzine Neuilly Rouen Strasbourg Villard |

Les équipes engagées en Ligue Magnus sont au nombre de quatorze :
- Gothiques d'Amiens
- Ducs d'Angers
- Diables rouges de Briançon
- Drakkars de Caen
- Chamois de Chamonix
- Ducs de Dijon
- Dauphins d'Épinal
- Rapaces de Gap
- Brûleurs de loups de Grenoble
- Pingouins de Morzine
- Bisons de Neuilly-sur-Marne, promu de Division 1
- Dragons de Rouen tenant du titre
- Étoile noire de Strasbourg
- Ours de Villard-de-Lans.

### Saison régulière
La saison régulière se joue du 17 septembre 2011 au 21 février 2012. Réunies au sein d'une poule unique, les équipes se rencontrent en matchs aller-retour. Les quatre premiers se qualifient pour les quarts de finale des séries éliminatoires, tandis que les équipes finissant de la cinquième à la douzième place doivent passer par un premier tour. Les équipes classées aux treizième et quatorzième places s'affrontent au sein d'une poule de maintien, le perdant étant relégué en Division 1.

#### Résultats
| Équipes           | Amiens | Angers | Briançon | Caen    | Chamonix | Dijon   | Épinal  | Gap     | Grenoble | Morzine | Neuilly | Rouen  | Strasbourg | Villard |
| Amiens            |        | 3-2 ap | 4-3 ap   | 2-3     | 6-5 ap   | 1-3     | 4-2     | 4-3 tab | 0-1      | 2-3 ap  | 4-2     | 1-5    | 4-2        | 3-6     |
| Angers            | 1-3    |        | 5-4 ap   | 2-4     | 2-3      | 4-3     | 4-2     | 5-2     | 4-2      | 1-2     | 3-1     | 2-3 ap | 1-2        | 3-4     |
| Briançon          | 4-2    | 3-4    |          | 1-2 ap  | 2-3      | 5-4     | 4-6     | 4-1     | 2-3      | 5-1     | 6-0     | 2-3 ap | 2-1        | 6-5     |
| Caen              | 2-5    | 3-4 ap | 0-4      |         | 2-4      | 1-0 tab | 2-4     | 5-0     | 2-4      | 2-4     | 1-0 ap  | 0-11   | 2-3        | 3-1     |
| Chamonix          | 2-1    | 1-2    | 6-2      | 4-2     |          | 3-5     | 8-2     | 6-2     | 3-5      | 1-3     | 4-2     | 2-6    | 6-3        | 4-0     |
| Dijon             | 2-4    | 3-6    | 3-0      | 11-1    | 4-6      |         | 5-4     | 9-1     | 5-2      | 5-1     | 5-4 tab | 3-5    | 3-2 ap     | 11-3    |
| Épinal            | 3-1    | 1-2    | 2-3      | 4-1     | 6-3      | 4-3 tab |         | 5-4     | 2-7      | 1-6     | 2-4     | 6-2    | 2-4        | 8-4     |
| Gap               | 1-2    | 0-2    | 3-4 ap   | 2-3 ap  | 3-5      | 3-5     | 7-3     |         | 0-1      | 0-3     | 8-2     | 6-5    | 2-4        | 6-1     |
| Grenoble          | 4-2    | 3-0    | 4-5      | 6-2     | 3-4      | 3-4 ap  | 4-5 tab | 2-3     |          | 4-5     | 5-2     | 4-1    | 1-5        | 7-1     |
| Morzine           | 5-3    | 2-4    | 3-4 tab  | 7-1     | 1-2 ap   | 3-6     | 6-2     | 2-3 tab | 1-2 tab  |         | 3-1     | 3-4    | 3-0        | 8-3     |
| Neuilly-sur-Marne | 4-5 ap | 0-3    | 4-7      | 10-2    | 0-4      | 1-5     | 3-8     | 6-7 ap  | 3-5      | 2-4     |         | 4-5    | 4-8        | 4-2     |
| Rouen             | 6-3    | 2-1    | 5-2      | 8-2     | 6-2      | 1-5     | 8-1     | 6-4     | 5-3      | 4-3     | 5-0     |        | 3-4 ap     | 11-5    |
| Strasbourg        | 2-5    | 2-4    | 2-4      | 6-3     | 2-3 ap   | 3-7     | 3-4     | 2-4     | 8-3      | 5-1     | 2-1     | 5-1    |            | 1-6     |
| Villard-de-Lans   | 3-2 ap | 2-4    | 2-3      | 4-5 tab | 2-5      | 0-4     | 1-4     | 3-4 ap  | 1-2      | 2-3     | 7-2     | 2-8    | 2-8        |         |

#### Classement
| Clt   | Équipe                        | PJ | V  | VP | D  | DP | BP  | BC  | Diff | Pts |
| ----- | ----------------------------- | -- | -- | -- | -- | -- | --- | --- | ---- | --- |
| +001, | Dragons de Rouen              | 26 | 18 | 2  | 5  | 1  | 129 | 75  | +54  | 41  |
| +002, | Ducs de Dijon                 | 26 | 15 | 3  | 6  | 2  | 123 | 71  | +52  | 38  |
| +003, | Chamois de Chamonix           | 26 | 15 | 3  | 7  | 1  | 99  | 74  | +25  | 37  |
| +004, | Diables rouges de Briançon    | 26 | 13 | 2  | 6  | 5  | 91  | 78  | +13  | 35  |
| +005, | Ducs d'Angers                 | 26 | 14 | 2  | 8  | 2  | 75  | 60  | +15  | 34  |
| +006, | Pingouins de Morzine          | 26 | 14 | 1  | 7  | 4  | 86  | 69  | +17  | 34  |
| +007, | Brûleurs de loups de Grenoble | 26 | 14 | 1  | 9  | 2  | 90  | 75  | +15  | 32  |
| +008, | Gothiques d'Amiens            | 26 | 8  | 5  | 11 | 2  | 76  | 79  | -3   | 28  |
| +009, | Étoile noire de Strasbourg    | 26 | 12 | 1  | 11 | 2  | 89  | 81  | +8   | 28  |
| +010, | Dauphins d'Épinal             | 26 | 11 | 2  | 13 | 0  | 93  | 103 | -10  | 26  |
| +011, | Rapaces de Gap                | 26 | 6  | 3  | 14 | 3  | 79  | 99  | -20  | 21  |
| +012, | Drakkars de Caen              | 26 | 4  | 5  | 16 | 1  | 56  | 111 | -55  | 19  |
| +013, | Ours de Villard-de-Lans       | 26 | 4  | 1  | 19 | 2  | 72  | 129 | -53  | 12  |
| +014, | Bisons de Neuilly-sur-Marne   | 26 | 3  | 0  | 19 | 4  | 66  | 120 | -54  | 10  |

- Qualifié pour les quarts de finale
- Qualifié pour le tour préliminaire
- Dispute la poule de maintien
- Relégué en division 1

#### Pointeurs
| Joueur            | Équipe   | PJ | B  | A  | Pts | Pun |
| ----------------- | -------- | -- | -- | -- | --- | --- |
| Martin Gascon     | Dijon    | 25 | 15 | 44 | 59  | 12  |
| Yanick Riendeau   | Dijon    | 25 | 24 | 27 | 51  | 4   |
| Éric Castonguay   | Briançon | 26 | 7  | 38 | 45  | 8   |
| Marc-André Thinel | Rouen    | 26 | 18 | 26 | 44  | 32  |
| Carl Mallette     | Rouen    | 25 | 16 | 26 | 42  | 24  |

#### Trophées
Les lauréats des trophées sont annoncés le 29 mars. Ils sont décernés à la suite d'un vote effectué par les 14 entraîneurs de Ligue Magnus ainsi que Dave Henderson et Pierre Pousse, entraîneurs de l'équipe de France.
- Trophée Charles-Ramsay : Martin Gascon (Dijon)
- Trophée Albert-Hassler : Anthony Guttig (Dijon)
- Trophée Jean-Pierre-Graff : Anthony Rech (Rouen)
- Trophée Jean-Ferrand : Florian Hardy (Chamonix)
- Trophée Camil-Gélinas : Stéphane Gros (Chamonix)
- Trophée Calixte-Pianfetti : Nicolas Barbez
- Trophée Marcel-Claret : Gap

### Séries éliminatoires
Le tour préliminaire, les quarts de finale et les demi-finales se jouent au meilleur des cinq matchs. La finale se joue au meilleur des sept matchs.

#### Tableau
|  | Tour préliminaire | Tour préliminaire          | Tour préliminaire             |                               |                               | Quarts de finale           | Quarts de finale | Quarts de finale              |   |  | Demi-finales | Demi-finales | Demi-finales     |   |  | Finale | Finale | Finale |
|  |                   |                            |                               |                               |                               |                            |                  |                               |   |  |              |              |                  |   |  |        |        |        |
|  | 8                 | Gothiques d'Amiens         | 3                             |                               |                               |                            |                  |                               |   |  |              |              |                  |   |  |        |        |        |
|  | 9                 | Étoile noire de Strasbourg | 2                             |                               |                               |                            |                  |                               |   |  |              |              |                  |   |  |        |        |        |
|  | 9                 | Étoile noire de Strasbourg | 2                             |                               | 1                             | Dragons de Rouen           | 3                |                               |   |  |              |              |                  |   |  |        |        |        |
|  |                   |                            |                               |                               | 1                             | Dragons de Rouen           | 3                |                               |   |  |              |              |                  |   |  |        |        |        |
|  |                   |                            | 8                             | Gothiques d'Amiens            | 2                             |                            |                  |                               |   |  |              |              |                  |   |  |        |        |        |
|  |                   |                            | 8                             | Gothiques d'Amiens            | 2                             |                            |                  |                               |   |  |              |              |                  |   |  |        |        |        |
|  |                   |                            |                               |                               |                               |                            |                  |                               |   |  |              |              |                  |   |  |        |        |        |
|  |                   |                            |                               |                               |                               |                            |                  |                               |   |  |              |              |                  |   |  |        |        |        |
|  |                   |                            |                               |                               |                               |                            | 1                | Dragons de Rouen              | 3 |  |              |              |                  |   |  |        |        |        |
|  |                   |                            |                               |                               |                               |                            |                  |                               | 3 |  |              |              |                  |   |  |        |        |        |
|  |                   | 5                          | Ducs d'Angers                 | 1                             |                               |                            |                  |                               |   |  |              |              |                  |   |  |        |        |        |
|  | 5                 | 5                          | Ducs d'Angers                 | 1                             | Ducs d'Angers                 | 3                          |                  |                               |   |  |              |              |                  |   |  |        |        |        |
|  | 5                 |                            |                               |                               | Ducs d'Angers                 | 3                          |                  |                               |   |  |              |              |                  |   |  |        |        |        |
|  | 12                | Drakkars de Caen           | 0                             |                               |                               |                            |                  |                               |   |  |              |              |                  |   |  |        |        |        |
|  | 12                | Drakkars de Caen           | 0                             |                               | 4                             | Diables rouges de Briançon | 1                |                               |   |  |              |              |                  |   |  |        |        |        |
|  |                   |                            |                               |                               | 4                             | Diables rouges de Briançon | 1                |                               |   |  |              |              |                  |   |  |        |        |        |
|  |                   |                            | 5                             | Ducs d'Angers                 | 3                             |                            |                  |                               |   |  |              |              |                  |   |  |        |        |        |
|  |                   |                            | 5                             | Ducs d'Angers                 | 3                             |                            |                  |                               |   |  |              |              |                  |   |  |        |        |        |
|  |                   |                            |                               |                               |                               |                            |                  |                               |   |  |              |              |                  |   |  |        |        |        |
|  |                   |                            |                               |                               |                               |                            |                  |                               |   |  |              |              |                  |   |  |        |        |        |
|  |                   |                            |                               |                               |                               |                            |                  |                               |   |  |              | 1            | Dragons de Rouen | 4 |  |        |        |        |
|  |                   |                            |                               |                               |                               |                            |                  |                               |   |  |              |              |                  |   |  |        |        |        |
|  |                   | 7                          | Brûleurs de loups de Grenoble | 2                             |                               |                            |                  |                               |   |  |              |              |                  |   |  |        |        |        |
|  | 7                 | 7                          | Brûleurs de loups de Grenoble | 2                             | Brûleurs de loups de Grenoble | 3                          |                  |                               |   |  |              |              |                  |   |  |        |        |        |
|  | 7                 |                            |                               |                               | Brûleurs de loups de Grenoble | 3                          |                  |                               |   |  |              |              |                  |   |  |        |        |        |
|  | 10                | Dauphins d'Épinal          | 2                             |                               |                               |                            |                  |                               |   |  |              |              |                  |   |  |        |        |        |
|  | 10                | Dauphins d'Épinal          | 2                             |                               | 2                             | Ducs de Dijon              | 2                |                               |   |  |              |              |                  |   |  |        |        |        |
|  |                   |                            |                               |                               | 2                             | Ducs de Dijon              | 2                |                               |   |  |              |              |                  |   |  |        |        |        |
|  |                   |                            | 7                             | Brûleurs de loups de Grenoble | 3                             |                            |                  |                               |   |  |              |              |                  |   |  |        |        |        |
|  |                   |                            | 7                             | Brûleurs de loups de Grenoble | 3                             |                            |                  |                               |   |  |              |              |                  |   |  |        |        |        |
|  |                   |                            |                               |                               |                               |                            |                  |                               |   |  |              |              |                  |   |  |        |        |        |
|  |                   |                            |                               |                               |                               |                            |                  |                               |   |  |              |              |                  |   |  |        |        |        |
|  |                   |                            |                               |                               |                               |                            | 7                | Brûleurs de loups de Grenoble | 3 |  |              |              |                  |   |  |        |        |        |
|  |                   |                            |                               |                               |                               |                            |                  |                               | 3 |  |              |              |                  |   |  |        |        |        |
|  |                   | 3                          | Chamois de Chamonix           | 1                             |                               |                            |                  |                               |   |  |              |              |                  |   |  |        |        |        |
|  | 6                 | 3                          | Chamois de Chamonix           | 1                             | Pingouins de Morzine          | 2                          |                  |                               |   |  |              |              |                  |   |  |        |        |        |
|  | 6                 |                            |                               |                               | Pingouins de Morzine          | 2                          |                  |                               |   |  |              |              |                  |   |  |        |        |        |
|  | 11                | Rapaces de Gap             | 3                             |                               |                               |                            |                  |                               |   |  |              |              |                  |   |  |        |        |        |
|  | 11                | Rapaces de Gap             | 3                             |                               | 3                             | Chamois de Chamonix        | 3                |                               |   |  |              |              |                  |   |  |        |        |        |
|  |                   |                            |                               |                               | 3                             | Chamois de Chamonix        | 3                |                               |   |  |              |              |                  |   |  |        |        |        |
|  |                   |                            | 11                            | Rapaces de Gap                | 1                             |                            |                  |                               |   |  |              |              |                  |   |  |        |        |        |
|  |                   |                            | 11                            | Rapaces de Gap                | 1                             |                            |                  |                               |   |  |              |              |                  |   |  |        |        |        |
|  |                   |                            |                               |                               |                               |                            |                  |                               |   |  |              |              |                  |   |  |        |        |        |

#### Tour préliminaire

##### Brûleurs de loups de Grenoble - Dauphins d'Épinal
| vendredi 24 février 2012 | Brûleurs de loups de Grenoble | 5-3 (2-0, 0-2, 3-1) | Dauphins d'Épinal | Patinoire Pôle Sud 2 500 spectateurs |

| Feuille de match | Feuille de match | Feuille de match                | Feuille de match | Feuille de match                                      |
| ---------------- | --- | ------------------------------- | --- | ----------------------------------------------------- |
|                  | 6 min 25 s, Anthony Aquino (Baptiste Amar) 16 min 31 s, Julien Baylacq (Elie Raibon, Loup Benoît) 51 min 14 s, Kévin Dusseau (Christophe Tartari, Joris Bedin) (SN) 54 min 32 s, Anthony Aquino (Mitja Šivic, Julien Baylacq) 59 min 50 s, Julien Baylacq (Graham Avenel) (cage vide) | 1-0 2-0 2-1 2-2 3-2 4-2 4-3 5-3 | 25 min 47 s, Ján Plch (Chad Lacasse, Michal Petrák) 25 min 47 s, Chad Lacasse (Michal Petrák, Fabien Leroy) 59 min 4 s, Chad Lacasse (Ján Plch, Michal Petrák) | Arbitrage : Damien Velay Adrian Popa Guillaume Gielly |
| Sébastien Raibon | Gardiens | Loïc Lacasse                    | | Arbitrage : Damien Velay Adrian Popa Guillaume Gielly |
| 4 min            | Pénalités | 6 min                           | | Arbitrage : Damien Velay Adrian Popa Guillaume Gielly |
|                  | |                                 | | Arbitrage : Damien Velay Adrian Popa Guillaume Gielly |

| samedi 25 février 2012 | Brûleurs de loups de Grenoble | 5-3 (0-1, 5-2, 0-0) | Dauphins d'Épinal | Patinoire Pôle Sud 2 700 spectateurs |

| Feuille de match | Feuille de match | Feuille de match                | Feuille de match | Feuille de match                                            |
| ---------------- | --- | ------------------------------- | --- | ----------------------------------------------------------- |
|                  | 23 min 56 s, Élie Raibon (Julien Baylacq, Loup Benoît) 29 min 9 s, Christophe Tartari (Matthieu Le Blond, Graham Avenel) 32 min 42 s, Alexandre Rouleau (Matthieu Le Blond, Christophe Tartari) 33 min 48 s, Francis Desrosiers (François Ouimet, Nicolas Arrossamena) 36 min 3 s, Christophe Tartari (Matthieu Le Blond) | 0-1 1-1 2-1 3-1 4-1 4-2 5-2 5-3 | 17 min 15 s, Ján Šimko (Toby Lafrance, Stéphane Gervais) 34 min 3 s, Maxime Boisclair 36 min 44 s, Ján Šimko (Maxime Boisclair, Toby Lafrance) | Arbitrage : Jimmy Bergamelli Nicolas Cregut Matthieu Barbez |
| Sébastien Raibon | Gardiens | Loïc Lacasse                    | | Arbitrage : Jimmy Bergamelli Nicolas Cregut Matthieu Barbez |
| 4 min            | Pénalités | 28 min                          | | Arbitrage : Jimmy Bergamelli Nicolas Cregut Matthieu Barbez |
|                  | |                                 | | Arbitrage : Jimmy Bergamelli Nicolas Cregut Matthieu Barbez |

| mardi 28 février 2012 | Dauphins d'Épinal | 4-3 (2-1, 1-1, 1-1) | Brûleurs de loups de Grenoble | Patinoire de Poissompré 1 568 spectateurs |

| Feuille de match | Feuille de match | Feuille de match            | Feuille de match | Feuille de match                                            |
| ---------------- | --- | --------------------------- | --- | ----------------------------------------------------------- |
|                  | 4 min 14 s, Ján Plch (Yannick Offret, Stéphane Gervais) 17 min 4 s, Maxime Boisclair (Toby Lafrance, Guillaume Chassard) (SN) 32 min 55 s, Toby Lafrance (Maxime Boisclair, Ján Šimko) 43 min 27 s, Maxime Boisclair (Toby Lafrance, Stéphane Gervais) | 1-0 1-1 2-1 2-2 3-2 4-2 4-3 | 14 min 19 s, Alexandre Rouleau 24 min 9 s, François Ouimet (Anthony Aquino) 49 min 38 s, Julien Baylacq (Sylvain Dufresne, Alexandre Rouleau) (SN) | Arbitrage : Damien Bliek Anne-Sophie Boniface Pierre Dehaen |
| Loïc Lacasse     | Gardiens | Sébastien Raibon            | | Arbitrage : Damien Bliek Anne-Sophie Boniface Pierre Dehaen |
| 10 min           | Pénalités | 10 min                      | | Arbitrage : Damien Bliek Anne-Sophie Boniface Pierre Dehaen |
|                  | |                             | | Arbitrage : Damien Bliek Anne-Sophie Boniface Pierre Dehaen |

| mercredi 29 février 2012 | Dauphins d'Épinal | 6-2 (2-1, 1-0, 3-1) | Brûleurs de loups de Grenoble | Patinoire de Poissompré 1 317 spectateurs |

| Feuille de match | Feuille de match | Feuille de match                | Feuille de match | Feuille de match                                         |
| ---------------- | --- | ------------------------------- | --- | -------------------------------------------------------- |
|                  | 0 min 10 s, Chad Lacasse (Michal Petrák) 11 min 32 s, Michal Petrák (Ján Plch, Maxime Boisclair) (double SN) 36 min 9 s, Michal Petrák (Loïc Lacasse) 43 min 26 s, Stéphane Gervais (Ján Plch) (SN) 45 min 7 s, Toby Lafrance (Maxime Boisclair, Fabien Leroy) 49 min 35 s, Ján Plch (Stéphane Gervais, Michal Petrák) | 1-0 1-1 2-1 3-1 4-1 5-1 6-1 6-2 | 2 min 6 s, Matthieu Le Blond (Sylvain Dufresne, Christophe Tartari) 56 min 30 s, Anthony Aquino (Julien Baylacq, Rémi Colotti) | Arbitrage : Alexandre Hauchart David Courgeon Yann Furet |
| Loïc Lacasse     | Gardiens | Sébastien Raibon                | | Arbitrage : Alexandre Hauchart David Courgeon Yann Furet |
| 10 min           | Pénalités | 28 min                          | | Arbitrage : Alexandre Hauchart David Courgeon Yann Furet |
|                  | |                                 | | Arbitrage : Alexandre Hauchart David Courgeon Yann Furet |

| samedi 3 mars 2012 | Brûleurs de loups de Grenoble | 3-2 (TB) (1-1, 0-0, 1-1, 0-0, 1-0) | Dauphins d'Épinal | Patinoire Pôle Sud 3 300 spectateurs |

| Feuille de match | Feuille de match | Feuille de match    | Feuille de match                                                                                              | Feuille de match                                            |
| ---------------- | --- | ------------------- | --- | ----------------------------------------------------------- |
|                  | 18 min 56 s, Francis Desrosiers (Alexandre Rouleau) 41 min 25 s, Michael Steiner (Christophe Tartari, Graham Avenel) 70 min 0 s, Alexandre Rouleau (IN) | 0-1 1-1 2-1 2-2 3-2 | 5 min 5 s, Fabien Leroy (Ján Šimko, Niko Mäntylä) 56 min 18 s, Fabien Leroy (Maxime Boisclair, Michal Petrák) | Arbitrage : Bruno Colleoni Matthieu Barbez Guillaume Gielly |
| Ronan Quemener   | Gardiens | Loïc Lacasse        | | Arbitrage : Bruno Colleoni Matthieu Barbez Guillaume Gielly |
| 10 min           | Pénalités | 8 min               | | Arbitrage : Bruno Colleoni Matthieu Barbez Guillaume Gielly |
|                  | |                     | | Arbitrage : Bruno Colleoni Matthieu Barbez Guillaume Gielly |

##### Gothiques d'Amiens - Étoile noire de Strasbourg
| vendredi 24 février 2012 | Gothiques d'Amiens | 2-1 (0-0, 1-1, 1-0) | Étoile noire de Strasbourg | Coliséum 2 165 spectateurs |

| Feuille de match | Feuille de match | Feuille de match    | Feuille de match                                                   | Feuille de match                                                 |
| ---------------- | --- | ------------------- | ------------------------------------------------------------------ | ---------------------------------------------------------------- |
|                  | 38 min 8 s, Jarosław Rzeszutko (Teddy Trabichet, Anthony Mortas) 44 min 10 s, Kevin Bergin (Luka Basic, Martin Tomášek) | 0-1 1-1 2-1         | 26 min 21 s, Lionel Tarantino (Blake Gallagher, Édouard Dufournet) | Arbitrage : Alexandre Bourreau Pierre Dehaen Aurélien Smeeckaert |
| Billy Thompson   | Gardiens | Vladimír Hiadlovský |                                                                    | Arbitrage : Alexandre Bourreau Pierre Dehaen Aurélien Smeeckaert |
| 8 min            | Pénalités | 10 min              |                                                                    | Arbitrage : Alexandre Bourreau Pierre Dehaen Aurélien Smeeckaert |
|                  | |                     |                                                                    | Arbitrage : Alexandre Bourreau Pierre Dehaen Aurélien Smeeckaert |

| samedi 25 février 2012 | Gothiques d'Amiens | 5-3 (1-3, 4-0, 0-0) | Étoile noire de Strasbourg | Coliséum |

| Feuille de match | Feuille de match | Feuille de match                | Feuille de match | Feuille de match                                    |
| ---------------- | --- | ------------------------------- | --- | --------------------------------------------------- |
|                  | 2 min 38 s, Luka Basic (Martin Tomášek, Kevin Bergin) 25 min 53 s, Martin Tomášek (Aziz Baazzi) 26 min 19 s, Jarosław Rzeszutko (SN) 36 min 4 s, Anthony Mortas (Jacob Morissette, Valentin Claireaux) 38 min 11 s, Jacob Morissette (Kevin Bergin, Marius Serer) | 1-0 1-1 1-2 1-3 2-3 3-3 4-3 5-3 | 9 min 6 s, David Cayer (Kevin Young) (SN) 10 min 12 s, Élie Marcos (Kevin Young, Pierre-Antoine Devin) 12 min 19 s, David Cayer (Ján Cibuľa) | Arbitrage : Nicolas Barbez Maxime Durand Yann Furet |
| Billy Thompson   | Gardiens | Vladimír Hiadlovský             | | Arbitrage : Nicolas Barbez Maxime Durand Yann Furet |
| 120 min          | Pénalités | 153 min                         | | Arbitrage : Nicolas Barbez Maxime Durand Yann Furet |
|                  | |                                 | | Arbitrage : Nicolas Barbez Maxime Durand Yann Furet |

| mardi 28 février 2012 | Étoile noire de Strasbourg | 4-2 (0-1, 2-0, 2-1) | Gothiques d'Amiens | L'Iceberg 1 648 spectateurs |

| Feuille de match    | Feuille de match | Feuille de match        | Feuille de match                                                                                             | Feuille de match                                         |
| ------------------- | --- | ----------------------- | --- | -------------------------------------------------------- |
|                     | 24 min 2 s, Blake Gallagher (Lionel Tarantino) 29 min 53 s, Julien Correia (Hugues Cruchandeau, Élie Marcos) 57 min 8 s, Michal Česnek (Élie Marcos, Julien Correia) 59 min 32 s, Timo Kuuluvainen (Michal Česnek) (cage vide) | 0-1 1-1 2-1 3-1 3-2 4-2 | 7 min 8 s, Martin Tomášek (Luka Basic, Jarosław Rzeszutko) (SN) 59 min 15 s, Luka Basic (Angel Nikolov) (SN) | Arbitrage : Alexandre Hauchart David Courgeon Yann Furet |
| Vladimír Hiadlovský | Gardiens | Billy Thompson          | | Arbitrage : Alexandre Hauchart David Courgeon Yann Furet |
| 22 min              | Pénalités | 6 min                   | | Arbitrage : Alexandre Hauchart David Courgeon Yann Furet |
|                     | |                         | | Arbitrage : Alexandre Hauchart David Courgeon Yann Furet |

| mercredi 29 février 2012 | Étoile noire de Strasbourg | 3-2 (2-1, 1-0, 0-1) | Gothiques d'Amiens | L'Iceberg 1 560 spectateurs |

| Feuille de match    | Feuille de match | Feuille de match    | Feuille de match | Feuille de match                                                |
| ------------------- | --- | ------------------- | --- | --------------------------------------------------------------- |
|                     | 8 min 19 s, David Cayer (Édouard Dufournet, Michal Česnek) 13 min 19 s, Lionel Tarantino (Blake Gallagher, Michal Česnek) (SN) 29 min 36 s, Élie Marcos (Timo Kuuluvainen, David Cayer) (SN) | 1-0 2-0 2-1 3-1 3-2 | 19 min 22 s, Kevin Bergin (Martin Tomášek, Luka Basic) (double SN) 42 min 58 s, Angel Nikolov (Luka Basic, Martin Tomášek) | Arbitrage : Jimmy Bergamelli Anne-Sophie Boniface Pierre Dehaen |
| Vladimír Hiadlovský | Gardiens | Billy Thompson      | | Arbitrage : Jimmy Bergamelli Anne-Sophie Boniface Pierre Dehaen |
| 12 min              | Pénalités | 16 min              | | Arbitrage : Jimmy Bergamelli Anne-Sophie Boniface Pierre Dehaen |
|                     | |                     | | Arbitrage : Jimmy Bergamelli Anne-Sophie Boniface Pierre Dehaen |

| samedi 3 mars 2012 | Gothiques d'Amiens | 5-2 (2-0, 2-1, 1-1) | Étoile noire de Strasbourg | Coliséum 3 000 spectateurs |

| Feuille de match | Feuille de match | Feuille de match            | Feuille de match | Feuille de match                                       |
| ---------------- | --- | --------------------------- | --- | ------------------------------------------------------ |
|                  | 1 min 43 s, Valentin Claireaux (Marius Serer) 17 min 12 s, Jacob Morissette 24 min 38 s, Kevin Bergin (Anthony Mortas, Grégory Beron) 25 min 51 s, Jarosław Rzeszutko (Aziz Baazzi, Luka Basic) 52 min 22 s, Jacob Morissette (Teddy Trabichet) (IN) | 1-0 2-0 3-0 4-0 4-1 4-2 5-2 | 34 min 19 s, Élie Marcos (Pierre-Antoine Devin, Julien Correia) 49 min 47 s, Hugues Cruchandeau (Élie Marcos, Julien Correia) | Arbitrage : Alexandre Bourreau Yann Furet Mathieu Loos |
| Billy Thompson   | Gardiens | Vladimír Hiadlovský         | | Arbitrage : Alexandre Bourreau Yann Furet Mathieu Loos |
| 14 min           | Pénalités | 6 min                       | | Arbitrage : Alexandre Bourreau Yann Furet Mathieu Loos |
|                  | |                             | | Arbitrage : Alexandre Bourreau Yann Furet Mathieu Loos |

##### Ducs d'Angers - Drakkars de Caen
| vendredi 24 février 2012 | Ducs d'Angers | 6-1 (2-1, 0-0, 4-0) | Drakkars de Caen | Patinoire du Haras 758 spectateurs |

| Feuille de match | Feuille de match | Feuille de match            | Feuille de match                                         | Feuille de match                                            |
| ---------------- | --- | --------------------------- | -------------------------------------------------------- | ----------------------------------------------------------- |
|                  | 16 min 41 s, Brian Henderson (Tomáš Balúch, Brice Chauvel) 17 min 52 s, Julien Albert (Thiery Poudrier, Damien Raux) 48 min 39 s, Tomáš Balúch (Daniel Carlsson, Brian Henderson) 48 min 57 s, Thiery Poudrier (Julien Albert, Pavol Mihálik) 50 min 31 s, Brice Chauvel (Juho Jokinen) 58 min 58 s, Christophe Colombel (Tomáš Balúch, Brian Henderson) | 0-1 1-1 2-1 3-1 4-1 5-1 6-1 | 15 min 22 s, Antti Urpo (Joseph Buicko, Martin Tuominen) | Arbitrage : Alexandre Hauchart Maxime Durand Thomas Caillot |
| Andrej Hočevar   | Gardiens | Clément Fouquerel           |                                                          | Arbitrage : Alexandre Hauchart Maxime Durand Thomas Caillot |
| 8 min            | Pénalités | 8 min                       |                                                          | Arbitrage : Alexandre Hauchart Maxime Durand Thomas Caillot |
|                  | |                             |                                                          | Arbitrage : Alexandre Hauchart Maxime Durand Thomas Caillot |

| samedi 25 février 2012 | Ducs d'Angers | 6-1 (3-0, 1-0, 2-1) | Drakkars de Caen | Patinoire du Haras 827 spectateurs |

| Feuille de match | Feuille de match | Feuille de match            | Feuille de match                                                                | Feuille de match                                                |
| ---------------- | --- | --------------------------- | ------------------------------------------------------------------------------- | --------------------------------------------------------------- |
|                  | 0 min 44 s, Thiery Poudrier (Marc Bélanger) (SN) 7 min 50 s, Jonathan Bellemare (Marc Bélanger, Andrej Hočevar) 12 min 24 s, Marc Bélanger (Jonathan Bellemare, Jean-François David) (SN) 36 min 35 s, Jonathan Bellemare (SN) 42 min 16 s, Jonathan Bellemare (Marc Bélanger, Damien Raux) 49 min 58 s, Jean-François David (Damien Raux, Marc Bélanger) | 1-0 2-0 3-0 4-0 5-0 6-0 6-1 | 51 min 46 s, Jean-Christophe Gauthier (Jeremiah Cunningham, Dusan Brincko) (SN) | Arbitrage : Marc Mendlowictz Anne-Sophie Boniface Matthieu Loos |
| Andrej Hočevar   | Gardiens | Clément Fouquerel           |                                                                                 | Arbitrage : Marc Mendlowictz Anne-Sophie Boniface Matthieu Loos |
| 54 min           | Pénalités | 42 min                      |                                                                                 | Arbitrage : Marc Mendlowictz Anne-Sophie Boniface Matthieu Loos |
|                  | |                             |                                                                                 | Arbitrage : Marc Mendlowictz Anne-Sophie Boniface Matthieu Loos |

| mardi 28 février 2012 | Drakkars de Caen | 1-2 (0-1, 0-1, 1-0) | Ducs d'Angers | Patinoire de Caen la mer 840 spectateurs |

| Feuille de match  | Feuille de match                                               | Feuille de match | Feuille de match                                                                                                  | Feuille de match                                                  |
| ----------------- | -------------------------------------------------------------- | ---------------- | --- | ----------------------------------------------------------------- |
|                   | 46 min 14 s, Panu Hyyppä (Antoine Vigier, Pierre Bennett) (SN) | 0-1 0-2 1-2      | 17 min 22 s, Juho Jokinen (Damien Raux, Lauri Lahesalu) (SN) 22 min 44 s, Kévin Igier (Juho Jokinen, Damien Raux) | Arbitrage : Alexandre Bourreau Thomas Caillot Aurélien Smeeckaert |
| Clément Fouquerel | Gardiens                                                       | Andrej Hočevar   | | Arbitrage : Alexandre Bourreau Thomas Caillot Aurélien Smeeckaert |
| 10 min            | Pénalités                                                      | 8 min            | | Arbitrage : Alexandre Bourreau Thomas Caillot Aurélien Smeeckaert |
|                   |                                                                |                  | | Arbitrage : Alexandre Bourreau Thomas Caillot Aurélien Smeeckaert |

##### Pingouins de Morzine - Rapaces de Gap
| vendredi 24 février 2012 | Pingouins de Morzine | 2-3 (TB) (0-2, 1-0, 1-0, 0-0, 0-1) | Rapaces de Gap | Škoda Arena 550 spectateurs |

| Feuille de match      | Feuille de match | Feuille de match    | Feuille de match | Feuille de match                                             |
| --------------------- | --- | ------------------- | --- | ------------------------------------------------------------ |
|                       | 28 min 4 s, Marko Mäkinen (Tomi-Pekka Tuomisto, Lauri Kinos) 50 min 4 s, Ian Goloubovski (Guillaume Doucet, Fritjof Jonatan Arildsson) | 0-1 0-2 1-2 2-2 2-3 | 6 min 0 s, Milan Tekel (Jérémie Paradis, Sébastien Gauthier) 6 min 0 s, Jiří Jelen (Sébastien Gauthier, Jérémie Paradis) (SN) 70 min 0 s, Mikko Palotie | Arbitrage : Jimmy Bergamelli Matthieu Barbez Gwilherm Margry |
| Henry Corentin Buysse | Gardiens | Michael Zacharias   | | Arbitrage : Jimmy Bergamelli Matthieu Barbez Gwilherm Margry |
| 12 min                | Pénalités | 22 min              | | Arbitrage : Jimmy Bergamelli Matthieu Barbez Gwilherm Margry |
|                       | |                     | | Arbitrage : Jimmy Bergamelli Matthieu Barbez Gwilherm Margry |

| samedi 25 février 2012 | Pingouins de Morzine | 6-2 (2-0, 2-1, 2-1) | Rapaces de Gap | Škoda Arena 550 spectateurs |

| Feuille de match      | Feuille de match | Feuille de match                | Feuille de match                                                                           | Feuille de match                                   |
| --------------------- | --- | ------------------------------- | ------------------------------------------------------------------------------------------ | -------------------------------------------------- |
|                       | 2 min 8 s, Loïc Gaydon (Tomi-Pekka Tuomisto, Fritjof Jonatan Arildsson) 7 min 7 s, Tomi-Pekka Tuomisto (Marko Mäkinen, Josselin Besson) 26 min 13 s, Loïc Gaydon (Tomi-Pekka Tuomisto, Josselin Besson) 34 min 42 s, Mickaël Brodin (Bradley Smyth, Kim Virtanen) 41 min 46 s, Guillaume Doucet (Toni Koivunen, Ian Goloubovski) (IN) 45 min 33 s, Tomi-Pekka Tuomisto (Marko Mäkinen, Josselin Besson) | 1-0 2-0 3-0 3-1 4-1 5-1 6-1 6-2 | 30 min 0 s, Jean-Charles Charette 46 min 15 s, Mikko Palotie (Jérémie Paradis, Jan Kudrna) | Arbitrage : Damien Bliek Alexis Grabit Adrian Popa |
| Henry Corentin Buysse | Gardiens | Michael Zacharias               |                                                                                            | Arbitrage : Damien Bliek Alexis Grabit Adrian Popa |
| 8 min                 | Pénalités | 4 min                           |                                                                                            | Arbitrage : Damien Bliek Alexis Grabit Adrian Popa |
|                       | |                                 |                                                                                            | Arbitrage : Damien Bliek Alexis Grabit Adrian Popa |

| mardi 28 février 2012 | Rapaces de Gap | 6-3 (1-0, 1-1, 4-2) | Pingouins de Morzine | Palais omnisports Marseille Grand Est 622 spectateurs |

| Feuille de match  | Feuille de match | Feuille de match                    | Feuille de match | Feuille de match                                         |
| ----------------- | --- | ----------------------------------- | --- | -------------------------------------------------------- |
|                   | 13 min 29 s, Jiří Jelen (Jakub Suchánek, Mikko Palotie) 39 min 51 s, Milan Tekel (Jiří Jelen, Matúš Luciak) (SN) 43 min 20 s, Mikko Palotie (SN) 44 min 5 s, Jérémie Paradis (Mathieu André) 47 min 19 s, Jakub Suchánek (Cody Campbell, Milan Tekel) (SN) 59 min 55 s, Jan Kudrna | 1-0 1-1 2-1 3-1 4-1 5-1 5-2 5-3 6-3 | 35 min 14 s, Colin Shields (SN) 48 min 43 s, Tomi-Pekka Tuomisto (Marko Mäkinen, Josselin Besson) 55 min 30 s, Toni Koivunen (Colin Shields, Bradley Smyth) | Arbitrage : Damien Velay Guillaume Gielly Nicolas Cregut |
| Michael Zacharias | Gardiens | Henry Corentin Buysse               | | Arbitrage : Damien Velay Guillaume Gielly Nicolas Cregut |
| 18 min            | Pénalités | 40 min                              | | Arbitrage : Damien Velay Guillaume Gielly Nicolas Cregut |
|                   | |                                     | | Arbitrage : Damien Velay Guillaume Gielly Nicolas Cregut |

| mercredi 29 février 2012 | Rapaces de Gap | 3-4 (pr) (2-0, 1-3, 0-0, 0-1) | Pingouins de Morzine | Palais omnisports Marseille Grand Est 509 spectateurs |

| Feuille de match  | Feuille de match | Feuille de match            | Feuille de match | Feuille de match                                           |
| ----------------- | --- | --------------------------- | --- | ---------------------------------------------------------- |
|                   | 9 min 4 s, Milan Tekel (Jiří Jelen) (double SN) 19 min 24 s, Milan Tekel (Sébastien Gauthier, Jérémie Paradis) 29 min 18 s, Jiří Jelen (Jérémie Paradis) (SN) | 1-0 2-0 3-0 3-1 3-2 3-3 3-4 | 32 min 39 s, Cyril Papa (Colin Shields, Toni Koivunen) (SN) 33 min 58 s, Ian Goloubovski (Tomi-Pekka Tuomisto) 39 min 57 s, Guillaume Doucet (Kim Virtanen, Mathieu Jestin) 66 min 2 s, Cyril Papa (Kim Virtanen) | Arbitrage : Bruno Colleoni Guillaume Gielly Nicolas Cregut |
| Michael Zacharias | Gardiens | Henry Corentin Buysse       | | Arbitrage : Bruno Colleoni Guillaume Gielly Nicolas Cregut |
| 10 min            | Pénalités | 22 min                      | | Arbitrage : Bruno Colleoni Guillaume Gielly Nicolas Cregut |
|                   | |                             | | Arbitrage : Bruno Colleoni Guillaume Gielly Nicolas Cregut |

| samedi 3 mars 2012 | Pingouins de Morzine | 4-5 (TB) (1-2, 2-1, 1-1, 0-0, 0-1) | Rapaces de Gap | Škoda Arena 1 278 spectateurs |

| Feuille de match      | Feuille de match | Feuille de match                    | Feuille de match | Feuille de match                                          |
| --------------------- | --- | ----------------------------------- | --- | --------------------------------------------------------- |
|                       | 9 min 31 s, Mickaël Brodin (Christian Elian, Colin Shields) 32 min 53 s, Bradley Smyth (Tomi-Pekka Tuomisto) (SN) 37 min 33 s, Mickaël Brodin (Bradley Smyth) 44 min 22 s, Josselin Besson (Tomi-Pekka Tuomisto, Marko Mäkinen) | 1-0 1-1 1-2 1-3 2-3 3-3 4-3 4-4 4-5 | 15 min 56 s, Cody Campbell (Sébastien Gauthier, Jérémie Paradis) 17 min 57 s, Milan Tekel (Mikko Palotie) 23 min 52 s, Mathieu André (Sébastien Gauthier) 59 min 38 s, Milan Tekel (Cody Campbell) 70 min 0 s, Mikko Palotie | Arbitrage : Nicolas Barbez David Courgeon Gwilherm Margry |
| Henry Corentin Buysse | Gardiens | Michael Zacharias                   | | Arbitrage : Nicolas Barbez David Courgeon Gwilherm Margry |
| 12 min                | Pénalités | 8 min                               | | Arbitrage : Nicolas Barbez David Courgeon Gwilherm Margry |
|                       | |                                     | | Arbitrage : Nicolas Barbez David Courgeon Gwilherm Margry |

#### Quarts de finale

##### Dragons de Rouen - Gothiques d'Amiens
| 6 mars 2012 | Dragons de Rouen | 4-5 (2-1, 2-2, 0-2) | Gothiques d'Amiens | Île Lacroix 2 747 spectateurs |

| Feuille de match | Feuille de match | Feuille de match                    | Feuille de match | Feuille de match                                                 |
| ---------------- | --- | ----------------------------------- | --- | ---------------------------------------------------------------- |
|                  | 10 min 41 s, François-Pierre Guénette (Teemu Elomo, Marc-André Thinel) 17 min 0 s, Carl Mallette (Marc-André Thinel, François-Pierre Guénette) (SN) 33 min 26 s, Anthony Rech (Julien Desrosiers, Carl Mallette) 35 min 22 s, Carl Mallette (Darcy Werenka, Ilpo Salmivirta) (SN) | 0-1 1-1 2-1 2-2 3-2 4-2 4-3 4-4 4-5 | 3 min 9 s, Luka Basic (Jarosław Rzeszutko, Martin Tomášek) 27 min 2 s, Romain Bault (Martin Tomášek, Luka Basic) 35 min 51 s, Marius Serer (Jacob Morissette, Valentin Claireaux) 55 min 53 s, Thomas Roussel (Kevin Bergin, Jacob Morissette) (IN) 57 min 42 s, Jarosław Rzeszutko (Martin Tomášek) | Arbitrage : Alexandre Hauchart Pierre Dehaen Aurélien Smeeckaert |
| Fabrice Lhenry   | Gardiens | Billy Thompson                      | | Arbitrage : Alexandre Hauchart Pierre Dehaen Aurélien Smeeckaert |
| 22 min           | Pénalités | 14 min                              | | Arbitrage : Alexandre Hauchart Pierre Dehaen Aurélien Smeeckaert |
|                  | |                                     | | Arbitrage : Alexandre Hauchart Pierre Dehaen Aurélien Smeeckaert |

| 7 mars 2012 | Dragons de Rouen | 5-3 (0-1, 1-1, 4-1) | Gothiques d'Amiens | Île Lacroix 2 747 spectateurs |

| Feuille de match | Feuille de match | Feuille de match                | Feuille de match | Feuille de match                                   |
| ---------------- | --- | ------------------------------- | --- | -------------------------------------------------- |
|                  | 22 min 49 s, Marc-André Thinel 42 min 50 s, Jimi Santala (Marc-André Thinel) (SN) 52 min 29 s, Teemu Elomo (Julien Desrosiers, Antonin Manavian) 59 min 6 s, Jean-Philippe Paré (Teemu Elomo, Antonin Manavian) 59 min 41 s, Marc-André Thinel (Carl Mallette, Julien Desrosiers) (cage vide) | 0-1 1-1 1-2 1-3 2-3 3-3 4-3 5-3 | 7 min 28 s, Martin Tomášek (Jarosław Rzeszutko, Angel Nikolov) 28 min 1 s, Luka Basic (Jarosław Rzeszutko, Martin Tomášek) (SN) 40 min 49 s, Luka Basic (Martin Tomášek, Angel Nikolov) (SN) | Arbitrage : Nicolas Barbez Mathieu Loos Yann Furet |
| Fabrice Lhenry   | Gardiens | Billy Thompson                  | | Arbitrage : Nicolas Barbez Mathieu Loos Yann Furet |
| 34 min           | Pénalités | 10 min                          | | Arbitrage : Nicolas Barbez Mathieu Loos Yann Furet |
|                  | |                                 | | Arbitrage : Nicolas Barbez Mathieu Loos Yann Furet |

| 9 mars 2012 | Gothiques d'Amiens | 0-1 (pr) (0-0, 0-0, 0-0, 0-1) | Dragons de Rouen | Coliséum 3 200 spectateurs |

| Feuille de match | Feuille de match | Feuille de match | Feuille de match               | Feuille de match                                                 |
| ---------------- | ---------------- | ---------------- | ------------------------------ | ---------------------------------------------------------------- |
|                  |                  | 0-1              | 66 min 25 s, Marc-André Thinel | Arbitrage : Alexandre Bourreau Pierre Dehaen Aurélien Smeeckaert |
| Billy Thompson   | Gardiens         | Fabrice Lhenry   |                                | Arbitrage : Alexandre Bourreau Pierre Dehaen Aurélien Smeeckaert |
| 8 min            | Pénalités        | 16 min           |                                | Arbitrage : Alexandre Bourreau Pierre Dehaen Aurélien Smeeckaert |
|                  |                  |                  |                                | Arbitrage : Alexandre Bourreau Pierre Dehaen Aurélien Smeeckaert |

| 10 mars 2012 | Gothiques d'Amiens | 5-1 (2-0, 3-1, 0-0) | Dragons de Rouen | Coliséum 3 000 spectateurs |

| Feuille de match | Feuille de match | Feuille de match        | Feuille de match                                           | Feuille de match                                      |
| ---------------- | --- | ----------------------- | ---------------------------------------------------------- | ----------------------------------------------------- |
|                  | 9 min 35 s, Martin Tomášek (Jarosław Rzeszutko, Aziz Baazzi) 10 min 52 s, Jacob Morissette (Marius Serer, Romain Bault) 20 min 57 s, Luka Basic (Jarosław Rzeszutko, Martin Tomášek) (SN) 29 min 42 s, Valentin Claireaux (Anthony Mortas) (IN) 38 min 2 s, Vincent Bachet (Jarosław Rzeszutko, Angel Nikolov) (SN) | 1-0 2-0 3-0 4-0 4-1 5-1 | 30 min 17 s, Antonin Manavian (Darcy Werenka, Teemu Elomo) | Arbitrage : Jimmy Bergamelli Pierre Dehaen Yann Furet |
| Billy Thompson   | Gardiens | Fabrice Lhenry          |                                                            | Arbitrage : Jimmy Bergamelli Pierre Dehaen Yann Furet |
| 8 min            | Pénalités | 6 min                   |                                                            | Arbitrage : Jimmy Bergamelli Pierre Dehaen Yann Furet |
|                  | |                         |                                                            | Arbitrage : Jimmy Bergamelli Pierre Dehaen Yann Furet |

| 13 mars 2012 | Dragons de Rouen | 5-3 (0-0, 3-0, 2-3) | Gothiques d'Amiens | Île Lacroix 2 747 spectateurs |

| Feuille de match | Feuille de match | Feuille de match                | Feuille de match | Feuille de match                                        |
| ---------------- | --- | ------------------------------- | --- | ------------------------------------------------------- |
|                  | 28 min 39 s, Anthony Rech (François-Pierre Guénette) 30 min 35 s, Julien Desrosiers (Marc-André Thinel, Carl Mallette) (SN) 31 min 53 s, Marc-André Thinel (Carl Mallette) 47 min 57 s, Julien Desrosiers (Richard Demén-Willaume, Carl Mallette) 59 min 24 s, François-Pierre Guénette (Jean-Philippe Paré) (cage vide) | 1-0 2-0 3-0 3-1 4-1 4-2 4-3 5-3 | 45 min 43 s, Jarosław Rzeszutko 49 min 26 s, Kevin Bergin (Vincent Bachet) 58 min 7 s, Anthony Mortas (Kevin Bergin, Vincent Bachet) | Arbitrage : Nicolas Barbez Pierre Dehaen Thomas Caillot |
| Fabrice Lhenry   | Gardiens | Billy Thompson                  | | Arbitrage : Nicolas Barbez Pierre Dehaen Thomas Caillot |
| 16 min           | Pénalités | 10 min                          | | Arbitrage : Nicolas Barbez Pierre Dehaen Thomas Caillot |
|                  | |                                 | | Arbitrage : Nicolas Barbez Pierre Dehaen Thomas Caillot |

##### Diables rouges de Briançon - Ducs d'Angers
| 6 mars 2012 | Diables rouges de Briançon | 5-2 (1-1, 1-0, 3-1) | Ducs d'Angers | Patinoire René-Froger 1 910 spectateurs |

| Feuille de match | Feuille de match | Feuille de match            | Feuille de match                                                                                          | Feuille de match                                            |
| ---------------- | --- | --------------------------- | --- | ----------------------------------------------------------- |
|                  | 11 min 16 s, Robin Gaborit (Bence Szirányi, Maks Selan) (SN) 31 min 25 s, Mickaël Pérez (Éric Castonguay, Marc-André Bernier) 41 min 27 s, Marc-André Bernier (Braden Walls, Éric Castonguay) (double SN) 48 min 44 s, Marc-André Bernier (Jean-François Caudron, Braden Walls) (SN) 59 min 21 s, Jean-François Caudron (Éric Castonguay, Braden Walls) (SN) | 0-1 1-1 2-1 3-1 3-2 4-2 5-2 | 7 min 32 s, Éric Fortier 43 min 55 s, Marc Bélanger (Jean-François David, Jonathan Bellemare) (double SN) | Arbitrage : Bruno Colleoni Gwilherm Margry Guillaume Gielly |
| Ander Alcaine    | Gardiens | Andrej Hočevar              | | Arbitrage : Bruno Colleoni Gwilherm Margry Guillaume Gielly |
| 6 min            | Pénalités | 32 min                      | | Arbitrage : Bruno Colleoni Gwilherm Margry Guillaume Gielly |
|                  | |                             | | Arbitrage : Bruno Colleoni Gwilherm Margry Guillaume Gielly |

| 7 mars 2012 | Diables rouges de Briançon | 1-4 (0-2, 1-1, 0-1) | Ducs d'Angers | Patinoire René-Froger 1 933 spectateurs |

| Feuille de match | Feuille de match                                     | Feuille de match    | Feuille de match | Feuille de match                                          |
| ---------------- | ---------------------------------------------------- | ------------------- | --- | --------------------------------------------------------- |
|                  | 22 min 21 s, Viktor Szélig (Marek Dubec, Maks Selan) | 0-1 0-2 1-2 1-3 1-4 | 1 min 3 s, Jean-François David (Brian Henderson, Julien Albert) 2 min 53 s, Brice Chauvel (Julien Albert, Pavol Mihálik) 25 min 10 s, Damien Raux (Daniel Carlsson, Tomáš Balúch) 2 min 53 s, Brice Chauvel (IN et cage vide) | Arbitrage : Jimmy Bergamelli Adrian Popa Guillaume Gielly |
| Ander Alcaine    | Gardiens                                             | Andrej Hočevar      | | Arbitrage : Jimmy Bergamelli Adrian Popa Guillaume Gielly |
| 8 min            | Pénalités                                            | 10 min              | | Arbitrage : Jimmy Bergamelli Adrian Popa Guillaume Gielly |
|                  |                                                      |                     | | Arbitrage : Jimmy Bergamelli Adrian Popa Guillaume Gielly |

| 9 mars 2012 | Ducs d'Angers | 4-2 (1-0, 1-1, 2-1) | Diables rouges de Briançon | Patinoire du Haras 1 060 spectateurs |

| Feuille de match | Feuille de match | Feuille de match        | Feuille de match | Feuille de match                                          |
| ---------------- | --- | ----------------------- | --- | --------------------------------------------------------- |
|                  | 15 min 53 s, Julien Albert (Brice Chauvel, Brian Henderson) 23 min 57 s, Julien Albert (Brian Henderson) 44 min 30 s, Damien Raux (Marc Bélanger, Tomáš Balúch) (SN) 54 min 49 s, Éric Fortier (Marc Bélanger, Damien Raux) (double SN) | 1-0 2-0 2-1 3-1 3-2 4-2 | 30 min 47 s, Viktor Szélig (Éric Castonguay, Steven Vanoosten) (SN) 45 min 36 s, Marc-André Bernier (Maks Selan, Viktor Szélig) | Arbitrage : Alexandre Hauchart Maxime Durand Mathieu Loos |
| Andrej Hočevar   | Gardiens | Ander Alcaine           | | Arbitrage : Alexandre Hauchart Maxime Durand Mathieu Loos |
| 14 min           | Pénalités | 34 min                  | | Arbitrage : Alexandre Hauchart Maxime Durand Mathieu Loos |
|                  | |                         | | Arbitrage : Alexandre Hauchart Maxime Durand Mathieu Loos |

| 10 mars 2012 | Ducs d'Angers | 5-2 (1-1, 3-0, 1-1) | Diables rouges de Briançon | Patinoire du Haras 1 060 spectateurs |

| Feuille de match | Feuille de match | Feuille de match            | Feuille de match                                                                         | Feuille de match                                             |
| ---------------- | --- | --------------------------- | ---------------------------------------------------------------------------------------- | ------------------------------------------------------------ |
|                  | 5 min 56 s, Éric Fortier (Tomáš Balúch, Marc Bélanger) 30 min 19 s, Kévin Igier (Brian Henderson) (SN) 33 min 57 s, Éric Fortier (Marc Bélanger, Lauri Lahesalu) 37 min 0 s, Marc BélangerÉric Fortier (Lauri Lahesalu, Éric Fortier) (double SN) 5 min 56 s, Tomáš Balúch (Julien Albert) (cage vide) | 1-0 1-1 2-1 3-1 4-1 4-2 5-2 | 58 min 56 s, Peter Bourgaut (Marc-André Bernier, Braden Walls) 52 min 2 s, Robin Gaborit | Arbitrage : Nicolas Barbez Anne-Sophie Boniface Mathieu Loos |
| Andrej Hočevar   | Gardiens | Ander Alcaine               |                                                                                          | Arbitrage : Nicolas Barbez Anne-Sophie Boniface Mathieu Loos |
| 8 min            | Pénalités | 22 min                      |                                                                                          | Arbitrage : Nicolas Barbez Anne-Sophie Boniface Mathieu Loos |
|                  | |                             |                                                                                          | Arbitrage : Nicolas Barbez Anne-Sophie Boniface Mathieu Loos |

##### Ducs de Dijon - Brûleurs de loups de Grenoble
| 6 mars 2012 | Ducs de Dijon | 3-0 (1-0, 0-0, 2-0) | Brûleurs de loups de Grenoble | Patinoire Trimolet 875 spectateurs |

| Feuille de match | Feuille de match | Feuille de match | Feuille de match | Feuille de match                                                 |
| ---------------- | --- | ---------------- | ---------------- | ---------------------------------------------------------------- |
|                  | 9 min 20 s, Nicolas Ritz (Mathias Arnaud, Andrej Mrena) 47 min 43 s, Anthony Guttig (Yanick Riendeau) 50 min 6 s, Andrej Mrena (Nicolas Ritz) (SN) | 1-0 2-0 3-0      |                  | Arbitrage : Marc Mendlowictz Anne-Sophie Boniface Thomas Caillot |
| Ramón Sopko      | Gardiens | Ronan Quemener   |                  | Arbitrage : Marc Mendlowictz Anne-Sophie Boniface Thomas Caillot |
| 10 min           | Pénalités | 32 min           |                  | Arbitrage : Marc Mendlowictz Anne-Sophie Boniface Thomas Caillot |
|                  | |                  |                  | Arbitrage : Marc Mendlowictz Anne-Sophie Boniface Thomas Caillot |

| 7 mars 2012 | Ducs de Dijon | 3-2 (1-1, 1-0, 1-1) | Brûleurs de loups de Grenoble | Patinoire Trimolet 899 spectateurs |

| Feuille de match | Feuille de match | Feuille de match    | Feuille de match                                                                                            | Feuille de match                                           |
| ---------------- | --- | ------------------- | --- | ---------------------------------------------------------- |
|                  | 19 min 10 s, Aram Kevorkian (Cédric Custosse, Mathias Arnaud) 36 min 12 s, Martin Gascon (Fredrik Börjesson) (SN) 47 min 55 s, Nicolas Ritz (Mathias Arnaud, Andrej Mrena) | 0-1 1-1 2-1 2-2 3-2 | 11 min 55 s, Elie Raibon (Julien Baylacq) 42 min 33 s, Anthony Aquino (François Ouimet, Francis Desrosiers) | Arbitrage : Damien Bliek Nicolas Cregut Sébastien Geoffroy |
| Ramón Sopko      | Gardiens | Sébastien Raibon    | | Arbitrage : Damien Bliek Nicolas Cregut Sébastien Geoffroy |
| 8 min            | Pénalités | 18 min              | | Arbitrage : Damien Bliek Nicolas Cregut Sébastien Geoffroy |
|                  | |                     | | Arbitrage : Damien Bliek Nicolas Cregut Sébastien Geoffroy |

| 9 mars 2012 | Brûleurs de loups de Grenoble | 3-2 (1-1, 2-0, 0-1) | Ducs de Dijon | Patinoire Pôle Sud 3 000 spectateurs |

| Feuille de match | Feuille de match | Feuille de match    | Feuille de match | Feuille de match                                            |
| ---------------- | --- | ------------------- | --- | ----------------------------------------------------------- |
|                  | 8 min 51 s, Alexandre Rouleau (Baptiste Amar, Sylvain Dufresne) (SN) 28 min 30 s, Matthieu Le Blond (Christophe Tartari, Francis Desrosiers) 29 min 58 s, Anthony Aquino (Baptiste Amar, François Ouimet) (SN) | 0-1 1-1 2-1 3-1 3-2 | 3 min 9 s, Thomas Decock (Fredrik Börjesson, Anthony Guttig) (SN) 49 min 4 s, Yanick Riendeau (Martin Gascon, Robert Jarvis) (SN) | Arbitrage : Damien Velay Matthieu Barbez Sébastien Geoffroy |
| Sébastien Raibon | Gardiens | Ramón Sopko         | | Arbitrage : Damien Velay Matthieu Barbez Sébastien Geoffroy |
| 18 min           | Pénalités | 16 min              | | Arbitrage : Damien Velay Matthieu Barbez Sébastien Geoffroy |
|                  | |                     | | Arbitrage : Damien Velay Matthieu Barbez Sébastien Geoffroy |

| 10 mars 2012 | Brûleurs de loups de Grenoble | 2-1 (pr) (0-0, 0-1, 1-0, 1-0) | Ducs de Dijon | Patinoire Pôle Sud 2 800 spectateurs |

| Feuille de match | Feuille de match | Feuille de match | Feuille de match                                                | Feuille de match                                              |
| ---------------- | --- | ---------------- | --------------------------------------------------------------- | ------------------------------------------------------------- |
|                  | 52 min 49 s, Baptiste Amar (Kévin Dusseau, Mitja Šivic) 69 min 26 s, François Ouimet (Alexandre Rouleau, Mitja Šivic) | 0-1 1-1 2-1      | 30 min 52 s, Thomas Decock (Anthony Guttig, Martin Gascon) (SN) | Arbitrage : Alexandre Bourreau David Courgeon Gwilherm Margry |
| Sébastien Raibon | Gardiens | Ramón Sopko      |                                                                 | Arbitrage : Alexandre Bourreau David Courgeon Gwilherm Margry |
| 10 min           | Pénalités | 14 min           |                                                                 | Arbitrage : Alexandre Bourreau David Courgeon Gwilherm Margry |
|                  | |                  |                                                                 | Arbitrage : Alexandre Bourreau David Courgeon Gwilherm Margry |

| 13 mars 2012 | Ducs de Dijon | 2-5 (1-2, 0-1, 1-2) | Brûleurs de loups de Grenoble | Patinoire Trimolet 985 spectateurs |

| Feuille de match | Feuille de match                                                                                     | Feuille de match            | Feuille de match | Feuille de match                                        |
| ---------------- | --- | --------------------------- | --- | ------------------------------------------------------- |
|                  | 9 min 11 s, Thomas Decock (Mathias Arnaud, Nicolas Ritz) 42 min 2 s, Martin Gascon (Yanick Riendeau) | 0-1 1-1 1-2 1-3 2-3 2-4 2-5 | 1 min 29 s, Matthieu Le Blond (Christophe Tartari, Francis Desrosiers) 12 min 36 s, François Ouimet (Alexandre Rouleau) (IN) 29 min 29 s, Alexandre Rouleau (Anthony Aquino, François Ouimet) (IN) 57 min 2 s, François Ouimet (Matthieu Le Blond, Julien Baylacq) 59 min 33 s, Francis Desrosiers (Matthieu Le Blond) (cage vide) | Arbitrage : Bruno Colleoni Matthieu Loos David Courgeon |
| Ramón Sopko      | Gardiens                                                                                             | Sébastien Raibon            | | Arbitrage : Bruno Colleoni Matthieu Loos David Courgeon |
| 12 min           | Pénalités                                                                                            | 14 min                      | | Arbitrage : Bruno Colleoni Matthieu Loos David Courgeon |
|                  | |                             | | Arbitrage : Bruno Colleoni Matthieu Loos David Courgeon |

##### Chamois de Chamonix - Rapaces de Gap
| 6 mars 2012 | Chamois de Chamonix | 2-3 (TB) (0-1, 2-1, 0-0, 0-0, 0-1) | Rapaces de Gap | Centre sportif Richard-Bozon 1 823 spectateurs |

| Feuille de match | Feuille de match                                                                                     | Feuille de match    | Feuille de match | Feuille de match                                       |
| ---------------- | --- | ------------------- | --- | ------------------------------------------------------ |
|                  | 32 min 0 s, Francis Guérette-Charland (Richard Aimonetto) 32 min 11 s, Vincent Kara (Clément Masson) | 0-1 1-1 2-1 2-2 2-3 | 3 min 21 s, Justin Vienneau 38 min 0 s, Cody Campbell (Sébastien Gauthier, Martin Charpentier) 70 min 0 s, Mikko Palotie | Arbitrage : Damien Velay Alexis Grabit Matthieu Barbez |
| Florian Hardy    | Gardiens                                                                                             | Michael Zacharias   | | Arbitrage : Damien Velay Alexis Grabit Matthieu Barbez |
| 4 min            | Pénalités                                                                                            | 8 min               | | Arbitrage : Damien Velay Alexis Grabit Matthieu Barbez |
|                  | |                     | | Arbitrage : Damien Velay Alexis Grabit Matthieu Barbez |

| 7 mars 2012 | Chamois de Chamonix | 6-2 (2-1, 2-0, 2-1) | Rapaces de Gap | Centre sportif Richard-Bozon 1 310 spectateurs |

| Feuille de match | Feuille de match | Feuille de match                | Feuille de match                                                                                           | Feuille de match                                            |
| ---------------- | --- | ------------------------------- | --- | ----------------------------------------------------------- |
|                  | 10 min 44 s, Clément Masson (Arthur Cocar, Vincent Kara) 13 min 47 s, Carl Lauzon (Richard Aimonetto, Arnaud Hascoët) (SN) 25 min 54 s, Vincent Kara (TP) 28 min 37 s, Alexandre Audibert (Francis Guérette-Charland, Richard Aimonetto) 47 min 24 s, Clément Masson (Francis Guérette-Charland, Carl Lauzon) (SN) 47 min 41 s, Francis Guérette-Charland (Richard Aimonetto) | 0-1 1-1 2-1 3-1 4-1 5-1 6-1 6-2 | 5 min 9 s, Jiří Jelen (Jakub Suchánek, Jan Kudrna) 5 min 9 s, Milan Tekel (Mikko Palotie, Jan Kudrna) (SN) | Arbitrage : Alexandre Bourreau David Courgeon Alexis Grabit |
| Florian Hardy    | Gardiens | Michael Zacharias               | | Arbitrage : Alexandre Bourreau David Courgeon Alexis Grabit |
| 24 min           | Pénalités | 34 min                          | | Arbitrage : Alexandre Bourreau David Courgeon Alexis Grabit |
|                  | |                                 | | Arbitrage : Alexandre Bourreau David Courgeon Alexis Grabit |

| 9 mars 2012 | Rapaces de Gap | 0-3 (0-1, 0-2, 0-3) | Chamois de Chamonix | Palais omnisports Marseille Grand Est 721 spectateurs |

| Feuille de match  | Feuille de match | Feuille de match | Feuille de match | Feuille de match                                         |
| ----------------- | ---------------- | ---------------- | --- | -------------------------------------------------------- |
|                   |                  | 0-1 0-2 0-3      | 19 min 13 s, Clément Masson (Vincent Kara, Matthias Terrier) 33 min 32 s, Richard Aimonetto (Francis Guérette-Charland, Simon Lambert) 39 min 41 s, Vincent Kara (Clément Masson, Brent Aaron Patry) | Arbitrage : Marc Mendlowictz Gwilherm Margry Adrian Popa |
| Michael Zacharias | Gardiens         | Florian Hardy    | | Arbitrage : Marc Mendlowictz Gwilherm Margry Adrian Popa |
| 8 min             | Pénalités        | 10 min           | | Arbitrage : Marc Mendlowictz Gwilherm Margry Adrian Popa |
|                   |                  |                  | | Arbitrage : Marc Mendlowictz Gwilherm Margry Adrian Popa |

| 10 mars 2012 | Rapaces de Gap | 4-5 (pr) (3-1, 1-1, 0-2, 0-1) | Chamois de Chamonix | Palais omnisports Marseille Grand Est 733 spectateurs |

| Feuille de match  | Feuille de match | Feuille de match                    | Feuille de match | Feuille de match                                            |
| ----------------- | --- | ----------------------------------- | --- | ----------------------------------------------------------- |
|                   | 3 min 31 s, Yoanne Lacheny (Jean-Charles Charette) 4 min 49 s, Milan Tekel (Jérémie Paradis, Sébastien Gauthier) (SN) 12 min 26 s, Yoanne Lacheny (Sébastien Gauthier) 37 min 56 s, Jérémie Paradis (Cody Campbell) | 1-0 2-0 2-1 3-1 3-2 4-2 4-3 4-4 4-5 | 10 min 30 s, Carl Lauzon (Richard Aimonetto, Simon Lambert) (SN) 37 min 30 s, Clément Masson (Michal Korenko) 52 min 19 s, Francis Guérette-Charland (Brent Aaron Patry) (SN) 58 min 59 s, Carl Lauzon 64 min 59 s, Carl Lauzon (Brent Aaron Patry, Laurent Gras) | Arbitrage : Bruno Colleoni Matthieu Barbez Guillaume Gielly |
| Michael Zacharias | Gardiens | Florian Hardy                       | | Arbitrage : Bruno Colleoni Matthieu Barbez Guillaume Gielly |
| 8 min             | Pénalités | 18 min                              | | Arbitrage : Bruno Colleoni Matthieu Barbez Guillaume Gielly |
|                   | |                                     | | Arbitrage : Bruno Colleoni Matthieu Barbez Guillaume Gielly |

#### Demi-finales

##### Dragons de Rouen - Ducs d'Angers
| 16 mars 2012 | Dragons de Rouen | 2-1 (0-1, 2-0, 0-0) | Ducs d'Angers | Île Lacroix 2 446 spectateurs |

| Feuille de match | Feuille de match | Feuille de match | Feuille de match                                        | Feuille de match                                                      |
| ---------------- | --- | ---------------- | ------------------------------------------------------- | --------------------------------------------------------------------- |
|                  | 21 min 35 s, Jean-Philippe Paré (Romain Gutierrez, Anthony Rech) 28 min 9 s, François-Pierre Guénette (Darcy Werenka) | 0-1 1-1 2-1      | 11 min 42 s, Tomáš Balúch (Éric Fortier, Marc Bélanger) | Arbitrage : Alexandre Hauchart Nicolas Barbez Yann Furet Mathieu Loos |
| Fabrice Lhenry   | Gardiens | Andrej Hočevar   |                                                         | Arbitrage : Alexandre Hauchart Nicolas Barbez Yann Furet Mathieu Loos |
| 8 min            | Pénalités | 0 min            |                                                         | Arbitrage : Alexandre Hauchart Nicolas Barbez Yann Furet Mathieu Loos |
|                  | |                  |                                                         | Arbitrage : Alexandre Hauchart Nicolas Barbez Yann Furet Mathieu Loos |

| 17 mars 2012 | Dragons de Rouen | 1-2 (0-0, 1-1, 0-1) | Ducs d'Angers | Île Lacroix 2 742 spectateurs |

| Feuille de match | Feuille de match                                                    | Feuille de match | Feuille de match                                                                                                   | Feuille de match                                                        |
| ---------------- | ------------------------------------------------------------------- | ---------------- | --- | ----------------------------------------------------------------------- |
|                  | 37 min 35 s, Teemu Elomo (Jean-Philippe Paré, Ilpo Salmivirta) (SN) | 0-1 1-1 1-2      | 33 min 1 s, Éric Fortier (Tomáš Balúch, Pavol Mihalik) 59 min 5 s, Tomáš Balúch (Lauri Lahesalu, Damien Raux) (SN) | Arbitrage : Jimmy Bergamelli Bruno Colleoni Thomas Caillot Mathieu Loos |
| Fabrice Lhenry   | Gardiens                                                            | Andrej Hočevar   | | Arbitrage : Jimmy Bergamelli Bruno Colleoni Thomas Caillot Mathieu Loos |
| 12 min           | Pénalités                                                           | 12 min           | | Arbitrage : Jimmy Bergamelli Bruno Colleoni Thomas Caillot Mathieu Loos |
|                  |                                                                     |                  | | Arbitrage : Jimmy Bergamelli Bruno Colleoni Thomas Caillot Mathieu Loos |

| 20 mars 2012 | Ducs d'Angers | 1-7 (1-4, 0-2, 0-1) | Dragons de Rouen | Patinoire du Haras 1 060 spectateurs |

| Feuille de match | Feuille de match                                              | Feuille de match                | Feuille de match | Feuille de match                                                     |
| ---------------- | ------------------------------------------------------------- | ------------------------------- | --- | -------------------------------------------------------------------- |
|                  | 16 min 7 s, Lauri Lahesalu (Éric Fortier, Marc Bélanger) (SN) | 0-1 0-2 0-3 1-3 1-4 1-5 1-6 1-7 | 5 min 59 s, François-Pierre Guénette (Antonin Manavian) 8 min 44 s, Ilpo Salmivirta (Carl Mallette, Antonin Manavian) (SN) 10 min 54 s, Marc-André Thinel (Julien Desrosiers, Darcy Werenka) 18 min 58 s, Jean-Philippe Paré (Carl Mallette, Darcy Werenka) 29 min 28 s, Carl Mallette (Julien Desrosiers, Ilpo Salmivirta) (SN) 33 min 18 s, Loïc Lampérier (Julien Desrosiers, Raphaël Faure) 54 min 26 s, Juha Alen (Teemu Elomo, Raphaël Faure) | Arbitrage : Nicolas Barbez Jimmy Bergamelli Yann Furet Pierre Dehaen |
| Andrej Hočevar   | Gardiens                                                      | Fabrice Lhenry                  | | Arbitrage : Nicolas Barbez Jimmy Bergamelli Yann Furet Pierre Dehaen |
| 24 min           | Pénalités                                                     | 14 min                          | | Arbitrage : Nicolas Barbez Jimmy Bergamelli Yann Furet Pierre Dehaen |
|                  |                                                               |                                 | | Arbitrage : Nicolas Barbez Jimmy Bergamelli Yann Furet Pierre Dehaen |

| 21 mars 2012 | Ducs d'Angers | 1-3 (1-1, 0-1, 0-1) | Dragons de Rouen | Patinoire du Haras 1 060 spectateurs |

| Feuille de match | Feuille de match                                            | Feuille de match | Feuille de match | Feuille de match                                                          |
| ---------------- | ----------------------------------------------------------- | ---------------- | --- | ------------------------------------------------------------------------- |
|                  | 7 min 25 s, Damien Raux (Éric Fortier, Lauri Lahesalu) (SN) | 1-0 1-1 1-2 1-3  | 15 min 4 s, Marc-André Thinel (François-Pierre Guénette) 24 min 57 s, François-Pierre Guénette (Antonin Manavian) 57 min 5 s, Carl Mallette (Ilpo Salmivirta, Antonin Manavian) (SN) | Arbitrage : Bruno Colleoni Alexandre Bourreau Mathieu Loos Thomas Caillot |
| Andrej Hočevar   | Gardiens                                                    | Fabrice Lhenry   | | Arbitrage : Bruno Colleoni Alexandre Bourreau Mathieu Loos Thomas Caillot |
| 33 min           | Pénalités                                                   | 12 min           | | Arbitrage : Bruno Colleoni Alexandre Bourreau Mathieu Loos Thomas Caillot |
|                  |                                                             |                  | | Arbitrage : Bruno Colleoni Alexandre Bourreau Mathieu Loos Thomas Caillot |

##### Chamois de Chamonix - Brûleurs de loups de Grenoble
| 16 mars 2012 | Chamois de Chamonix | 3-4 (pr) (0-1, 2-2, 1-0, 0-1) | Brûleurs de loups de Grenoble | Centre sportif Richard-Bozon 2 308 spectateurs |

| Feuille de match | Feuille de match | Feuille de match            | Feuille de match | Feuille de match                                                                |
| ---------------- | --- | --------------------------- | --- | ------------------------------------------------------------------------------- |
|                  | 21 min 53 s, Laurent Gras (Arnaud Hascoët) 22 min 30 s, Clément Masson (Michal Korenko, Alexandre Audibert) 57 min 18 s, Carl Lauzon (Arthur Cocar, Laurent Gras) | 0-1 1-1 2-1 2-2 2-3 3-3 3-4 | 11 min 20 s, Mitja Šivic (Alexandre Rouleau, Graham Avenel 33 min 23 s, Matthieu Le Blond (Francis Desrosiers, Baptiste Amar) 34 min 58 s, Francis Desrosiers (Matthieu Le Blond, Christophe Tartari) 61 min 1 s, François Ouimet (Alexandre Rouleau) | Arbitrage : Alexandre Bourreau Jimmy Bergamelli Matthieu Barbez Gwilherm Margry |
| Florian Hardy    | Gardiens | Sébastien Raibon            | | Arbitrage : Alexandre Bourreau Jimmy Bergamelli Matthieu Barbez Gwilherm Margry |
| 12 min           | Pénalités | 10 min                      | | Arbitrage : Alexandre Bourreau Jimmy Bergamelli Matthieu Barbez Gwilherm Margry |
|                  | |                             | | Arbitrage : Alexandre Bourreau Jimmy Bergamelli Matthieu Barbez Gwilherm Margry |

| 17 mars 2012 | Chamois de Chamonix | 5-2 (1-0, 3-1, 1-1) | Brûleurs de loups de Grenoble | Centre sportif Richard-Bozon 2 482 spectateurs |

| Feuille de match | Feuille de match | Feuille de match            | Feuille de match                                                                                           | Feuille de match                                                              |
| ---------------- | --- | --------------------------- | --- | ----------------------------------------------------------------------------- |
|                  | 10 min 10 s, Laurent Gras (Clément Masson, Francis Guérette-Charland) (SN) 21 min 2 s, Clément Masson (Francis Guérette-Charland, Laurent Gras) (SN) 28 min 17 s, Arnaud Hascoët (Brent Aaron Patry, Carl Lauzon) (SN) 31 min 50 s, Simon Lambert (Brent Aaron Patry, Arthur Cocar) (SN) 42 min 52 s, Francis Guérette-Charland (Clément Masson, Vincent Kara) | 1-0 2-0 2-1 3-1 4-1 5-1 5-2 | 24 min 59 s, Francis Desrosiers (Mitja Šivic, Graham Avenel) 54 min 44 s, Baptiste Amar (Joris Bedin) (SN) | Arbitrage : Nicolas Barbez Alexandre Hauchart Guillaume Gielly David Courgeon |
| Florian Hardy    | Gardiens | Sébastien Raibon            | | Arbitrage : Nicolas Barbez Alexandre Hauchart Guillaume Gielly David Courgeon |
| 8 min            | Pénalités | 35 min                      | | Arbitrage : Nicolas Barbez Alexandre Hauchart Guillaume Gielly David Courgeon |
|                  | |                             | | Arbitrage : Nicolas Barbez Alexandre Hauchart Guillaume Gielly David Courgeon |

| 20 mars 2012 | Brûleurs de loups de Grenoble | 7-4 (2-1, 3-2, 2-1) | Chamois de Chamonix | Patinoire Pôle Sud 3 500 spectateurs |

| Feuille de match | Feuille de match | Feuille de match                            | Feuille de match | Feuille de match                                                               |
| ---------------- | --- | ------------------------------------------- | --- | ------------------------------------------------------------------------------ |
|                  | 2 min 46 s, Mitja Šivic (Francis Desrosiers) (SN) 6 min 58 s, Loup Benoît (Julien Baylacq) 26 min 43 s, Mitja Šivic (Nicolas Arrossamena, Matthieu Le Blond) 37 min 42 s, Anthony Aquino (Francis Desrosiers, Mitja Šivic) (double SN et pénalité différée) 37 min 41 s, Anthony Aquino (Michael Steiner, Baptiste Amar) (double SN) 58 min 56 s, Matthieu Le Blond (Christophe Tartari, Francis Desrosiers) (cage vide) 59 min 38 s, Michael Steiner (Mitja Šivic, Christophe Tartari) (IN et cage vide) | 1-0 2-0 2-1 2-2 3-2 3-3 4-3 5-3 5-4 6-4 7-4 | 14 min 7 s, Francis Guérette-Charland (Richard Aimonetto) 25 min 55 s, Brent Aaron Patry (Vincent Kara) (Pénalité différée) 35 min 55 s, Francis Guérette-Charland (Kai Öberg) 50 min 49 s, Francis Guérette-Charland (Richard Aimonetto, Brent Aaron Patry) | Arbitrage : Bruno Colleoni Alexandre Bourreau Guillaume Gielly Gwilherm Margry |
| Sébastien Raibon | Gardiens | Florian Hardy                               | | Arbitrage : Bruno Colleoni Alexandre Bourreau Guillaume Gielly Gwilherm Margry |
| 29 min           | Pénalités | 18 min                                      | | Arbitrage : Bruno Colleoni Alexandre Bourreau Guillaume Gielly Gwilherm Margry |
|                  | |                                             | | Arbitrage : Bruno Colleoni Alexandre Bourreau Guillaume Gielly Gwilherm Margry |

| 21 mars 2012 | Brûleurs de loups de Grenoble | 7-1 (1-0, 3-1, 3-0) | Chamois de Chamonix | Patinoire Pôle Sud 3 300 spectateurs |

| Feuille de match | Feuille de match | Feuille de match                | Feuille de match                                                         | Feuille de match                                                               |
| ---------------- | --- | ------------------------------- | ------------------------------------------------------------------------ | ------------------------------------------------------------------------------ |
|                  | 14 min 27 s, Anthony Aquino (Alexandre Rouleau, Sylvain Dufresne) (SN) 31 min 33 s, Matthieu Le Blond (Francis Desrosiers, Christophe Tartari) 32 min 52 s, Mitja Šivic (Anthony Aquino, François Ouimet) 35 min 50 s, Anthony Aquino (Alexandre Rouleau) 46 min 49 s, François Ouimet (Anthony Aquino, Francis Desrosiers) (pénalité différée) 48 min 43 s, François Ouimet (Alexandre Rouleau, Baptiste Amar) (SN) 57 min 19 s, Joris Bedin (Kévin Dusseau) | 1-0 2-0 3-0 3-1 4-1 5-1 6-1 7-1 | 33 min 58 s, Vincent Kara (Laurent Gras, Francis Guérette-Charland) (SN) | Arbitrage : Alexandre Hauchart Jimmy Bergamelli Matthieu Barbez David Courgeon |
| Sébastien Raibon | Gardiens | Florian Hardy                   |                                                                          | Arbitrage : Alexandre Hauchart Jimmy Bergamelli Matthieu Barbez David Courgeon |
| 10 min           | Pénalités | 20 min                          |                                                                          | Arbitrage : Alexandre Hauchart Jimmy Bergamelli Matthieu Barbez David Courgeon |
|                  | |                                 |                                                                          | Arbitrage : Alexandre Hauchart Jimmy Bergamelli Matthieu Barbez David Courgeon |

#### Finale

##### Dragons de Rouen - Brûleurs de loups de Grenoble
| 27 mars 2012 | Dragons de Rouen | 4-3 (pr) (2-1, 0-2, 1-0, 1-0) | Brûleurs de loups de Grenoble | Île Lacroix |

| Feuille de match | Feuille de match | Feuille de match            | Feuille de match | Feuille de match                                                            |
| ---------------- | --- | --------------------------- | --- | --------------------------------------------------------------------------- |
|                  | 2 min 52 s, Marc-André Thinel (Julien Desrosiers, Darcy Werenka) 18 min 23 s, Antonin Manavian (Jean-Philippe Paré, Carl Mallette) 43 min 36 s, Julien Desrosiers (Marc-André Thinel, Darcy Werenka) 61 min 32 s, Julien Desrosiers | 1-0 1-1 2-1 2-2 2-3 3-3 4-3 | 4 min 15 s, Matthieu Le Blond (Christophe Tartari) 21 min 43 s, Mitja Šivic (Anthony Aquino, Michael Steiner) 39 min 54 s, Mitja Šivic (Anthony Aquino, Francis Desrosiers) (SN) | Arbitrage : Matthieu Barbez Alexandre Hauchart Pierre Dehaen David Courgeon |
| Sebastian Ylonen | Gardiens | Sébastien Raibon            | | Arbitrage : Matthieu Barbez Alexandre Hauchart Pierre Dehaen David Courgeon |
| 10 min           | Pénalités | 4 min                       | | Arbitrage : Matthieu Barbez Alexandre Hauchart Pierre Dehaen David Courgeon |
|                  | |                             | | Arbitrage : Matthieu Barbez Alexandre Hauchart Pierre Dehaen David Courgeon |

| 28 mars 2012 | Dragons de Rouen | 8-2 (6-0, 1-1, 1-1) | Brûleurs de loups de Grenoble | Île Lacroix 2 747 spectateurs |

| Feuille de match | Feuille de match | Feuille de match                        | Feuille de match                                                                                        | Feuille de match                                                             |
| ---------------- | --- | --------------------------------------- | --- | ---------------------------------------------------------------------------- |
|                  | 3 min 13 s, Anthony Rech (Jonathan Janil, Carl Mallette) 8 min 7 s, Carl Mallette (Jonathan Janil, Anthony Rech) 13 min 1 s, Julien Desrosiers (Marc-André Thinel, Jean-Philippe Paré) 13 min 48 s, Jimi Santala (Ilpo Salmivirta) 14 min 52 s, Ilpo Salmivirta (François-Pierre Guénette, Teemu Elomo) 19 min 1 s, Anthony Rech (Julien Desrosiers, Marc-André Thinel) (SN) 33 min 21 s, Ilpo Salmivirta (Teemu Elomo, Jimi Santala) (SN) 55 min 23 s, Ilpo Salmivirta (Teemu Elomo, Jean-Philippe Paré) (SN) | 1-0 2-0 3-0 4-0 5-0 6-0 6-1 7-1 7-2 8-2 | 20 min 6 s, François Ouimet (Anthony Aquino) (SN) 51 min 53 s, Alexandre Rouleau (François Ouimet) (SN) | Arbitrage : Jimmy Bergamelli Alexandre Bourreau Gwilherm Margry Mathieu Loos |
| Sebastian Ylonen | Gardiens | Sébastien Raibon                        | | Arbitrage : Jimmy Bergamelli Alexandre Bourreau Gwilherm Margry Mathieu Loos |
| 8 min            | Pénalités | 12 min                                  | | Arbitrage : Jimmy Bergamelli Alexandre Bourreau Gwilherm Margry Mathieu Loos |
|                  | |                                         | | Arbitrage : Jimmy Bergamelli Alexandre Bourreau Gwilherm Margry Mathieu Loos |

| 30 mars 2012 | Brûleurs de loups de Grenoble | 5-4 (1-1, 3-3, 1-0) | Dragons de Rouen | Patinoire Pôle Sud 3 500 spectateurs |

| Feuille de match | Feuille de match | Feuille de match                    | Feuille de match | Feuille de match                                                               |
| ---------------- | --- | ----------------------------------- | --- | ------------------------------------------------------------------------------ |
|                  | 10 min 8 s, Alexandre Rouleau (Matthieu Le Blond, Graham Avenel) 24 min 6 s, Christophe Tartari (Nicolas Arrossamena, François Ouimet) (SN) 26 min 30 s, Joris Bedin (François Ouimet, Matthieu Le Blond) 37 min 28 s, Nicolas Arrossamena (Julien Baylacq) 55 min 20 s, Mitja Šivic (Alexandre Rouleau, Anthony Aquino) | 0-1 1-1 2-1 2-2 3-2 3-3 3-4 4-4 5-4 | 7 min 4 s, Marc-André Thinel (François-Pierre Guénette, Julien Desrosiers) 25 min 44 s, François-Pierre Guénette (Marc-André Thinel, Julien Desrosiers) 27 min 51 s, Jean-Philippe Paré (Richard Demén-Willaume) 33 min 46 s, Marc-André Thinel (Jonathan Janil, Antonin Manavian) | Arbitrage : Jimmy Bergamelli Alexandre Bourreau Matthieu Barbez David Courgeon |
| Sébastien Raibon | Gardiens | Sebastian Ylonen                    | | Arbitrage : Jimmy Bergamelli Alexandre Bourreau Matthieu Barbez David Courgeon |
| 4 min            | Pénalités | 6 min                               | | Arbitrage : Jimmy Bergamelli Alexandre Bourreau Matthieu Barbez David Courgeon |
|                  | |                                     | | Arbitrage : Jimmy Bergamelli Alexandre Bourreau Matthieu Barbez David Courgeon |

| 31 mars 2012 | Brûleurs de loups de Grenoble | 6-4 (1-1, 3-3, 2-0) | Dragons de Rouen | Patinoire Pôle Sud 3 500 spectateurs |

| Feuille de match | Feuille de match | Feuille de match                        | Feuille de match | Feuille de match                                                         |
| ---------------- | --- | --------------------------------------- | --- | ------------------------------------------------------------------------ |
|                  | 4 min 36 s, Sylvain Dufresne (Mitja Šivic, Alexandre Rouleau) (SN) 25 min 20 s, François Ouimet (Michael Steiner) 27 min 31 s, Alexandre Rouleau (Sylvain Dufresne, Anthony Aquino) (SN) 34 min 39 s, Alexandre Rouleau (Julien Baylacq, Maxime Suzzarini) 41 min 19 s, François Ouimet (Matthieu Le Blond, Graham Avenel) 59 min 34 s, Francis Desrosiers (Alexandre Rouleau, François Ouimet) (cage vide) | 1-0 1-1 1-2 1-3 1-4 2-4 3-4 4-4 5-4 6-4 | 19 min 2 s, Loïc Lampérier (Julien Desrosiers) 20 min 17 s, François-Pierre Guénette (Marc-André Thinel)) 22 min 14 s, Carl Mallette (Jean-Philippe Paré, Anthony Rech) 24 min 21 s, Julien Desrosiers (Marc-André Thinel, François-Pierre Guénette) | Arbitrage : Bruno Colleoni Nicolas Barbez Pierre Dehaen Guillaume Gielly |
| Sébastien Raibon | Gardiens | Sebastian Ylonen                        | | Arbitrage : Bruno Colleoni Nicolas Barbez Pierre Dehaen Guillaume Gielly |
| 6 min            | Pénalités | 60 min                                  | | Arbitrage : Bruno Colleoni Nicolas Barbez Pierre Dehaen Guillaume Gielly |
|                  | |                                         | | Arbitrage : Bruno Colleoni Nicolas Barbez Pierre Dehaen Guillaume Gielly |

| 3 avril 2012 | Dragons de Rouen | 5-1 (0-0, 3-0, 2-1) | Brûleurs de loups de Grenoble | Île Lacroix 2 747 spectateurs |

| Feuille de match | Feuille de match | Feuille de match        | Feuille de match            | Feuille de match                                                           |
| ---------------- | --- | ----------------------- | --------------------------- | -------------------------------------------------------------------------- |
|                  | 20 min 31 s, Carl Mallette (Marc-André Thinel, Julien Desrosiers) 25 min 27 s, Ilpo Salmivirta (Carl Mallette, Loïc Lampérier) 34 min 25 s, Carl Mallette (Ilpo Salmivirta, Loïc Lampérier) 41 min 55 s, Romain Gutierrez (Anthony Rech, Jonathan Janil) 51 min 36 s, Carl Mallette (Julien Desrosiers) (IN) | 1-0 2-0 3-0 4-0 5-0 5-1 | 59 min 55 s, Julien Baylacq | Arbitrage : Jimmy Bergamelli Alexandre Hauchart Pierre Dehaen Mathieu Loos |
| Fabrice Lhenry   | Gardiens | Sébastien Raibon        |                             | Arbitrage : Jimmy Bergamelli Alexandre Hauchart Pierre Dehaen Mathieu Loos |
| 10 min           | Pénalités | 14 min                  |                             | Arbitrage : Jimmy Bergamelli Alexandre Hauchart Pierre Dehaen Mathieu Loos |
|                  | |                         |                             | Arbitrage : Jimmy Bergamelli Alexandre Hauchart Pierre Dehaen Mathieu Loos |

| 7 avril 2012 | Brûleurs de loups de Grenoble | 0-4 (0-1, 0-2, 0-1) | Dragons de Rouen | Patinoire Pôle Sud 3 500 spectateurs |

| Feuille de match | Feuille de match | Feuille de match | Feuille de match | Feuille de match                                                            |
| ---------------- | ---------------- | ---------------- | --- | --------------------------------------------------------------------------- |
|                  |                  | 0-1 0-2 0-3 0-4  | 15 min 12 s, Marc-André Thinel (Julien Desrosiers) 34 min 35 s, Carl Mallette (Antonin Manavian, Marc-André Thinel (SN) 35 min 47 s, Carl Mallette (Julien Desrosiers, Antonin Manavian) (SN) 59 min 25 s, Loïc Lampérier (Carl Mallette, Ilpo Salmivirta) (cage vide) | Arbitrage : Bruno Colleoni Alexandre Bourreau Pierre Dehaen Gwilherm Margry |
| Sébastien Raibon | Gardiens         | Fabrice Lhenry   | | Arbitrage : Bruno Colleoni Alexandre Bourreau Pierre Dehaen Gwilherm Margry |
| 12 min           | Pénalités        | 2 min            | | Arbitrage : Bruno Colleoni Alexandre Bourreau Pierre Dehaen Gwilherm Margry |
|                  |                  |                  | | Arbitrage : Bruno Colleoni Alexandre Bourreau Pierre Dehaen Gwilherm Margry |

### Poule de maintien
Cette série se joue au meilleur des cinq matches entre les Ours de Villard-de-Lans et les Bisons de Neuilly-sur-Marne. En s'imposant 3 matchs à 1, les Ours se maintiennent tandis que les promus nocéens retournent en Division 1.
| vendredi 24 février 2012 | Ours de Villard-de-Lans | 1-0 (0-0, 0-0, 1-0) | Bisons de Neuilly-sur-Marne | Patinoire André Ravix 670 spectateurs |

| Feuille de match | Feuille de match                                                    | Feuille de match | Feuille de match | Feuille de match                                      |
| ---------------- | ------------------------------------------------------------------- | ---------------- | ---------------- | ----------------------------------------------------- |
|                  | 56 min 30 s, Danick Bouchard (Michal Beran - Quentin Jacquier) (SN) | 1-0              | -                | Arbitrage : Damien Bliek Nicolas Cregut Alexis Grabit |
| Pascal Favarin   | Gardiens                                                            | Miroslav Hála    |                  | Arbitrage : Damien Bliek Nicolas Cregut Alexis Grabit |
| 4 min            | Pénalités                                                           | 16 min           |                  | Arbitrage : Damien Bliek Nicolas Cregut Alexis Grabit |
|                  |                                                                     |                  |                  | Arbitrage : Damien Bliek Nicolas Cregut Alexis Grabit |

| Feuille de match | Feuille de match | Feuille de match                            | Feuille de match | Feuille de match                                            |
| ---------------- | --- | ------------------------------------------- | --- | ----------------------------------------------------------- |
|                  | 1 min 41 s, Peter Szabó (Dimitri Thillet, Yann Diaferia) 2 min 40 s, Danick Bouchard (Quentin Jacquier, Michal Beran) 16 min 23 s, Quentin Jacquier (Michal Beran, Nicolas Favarin) (SN) 38 min 5 s, Vincent Couture (Thibaut Sage-Vallier, Peter Szabó) 40 min 17 s, Kevyn Richard (Michal Beran, Danick Bouchard) 54 min 48 s, Danick Bouchard (Michal Beran, Vincent Couture) 58 min 35 s, Danick Bouchard (Vincent Couture, Daniel Sedlák) (cage vide) | 1-0 2-0 2-1 2-2 2-3 3-3 4-3 5-3 5-4 6-4 7-4 | 4 min 41 s, Lukas Pek (Peter Cintala, Louis-Étienne Leblanc) (SN) 8 min 57 s, Lukas Pek (Philippe Boldic, Peter Cintala) (SN) 13 min 27 s, Eliezer Sherbatov (Steven Cacciotti, Martin Malát) 47 min 1 s, Peter Cintala (Martin Malát, Miroslav Kecka) | Arbitrage : Damien Velay Gwilherm Margry Sébastien Geoffroy |
| Pascal Favarin   | Gardiens | Miroslav Hála                               | | Arbitrage : Damien Velay Gwilherm Margry Sébastien Geoffroy |
| 10 min           | Pénalités | 6 min                                       | | Arbitrage : Damien Velay Gwilherm Margry Sébastien Geoffroy |
|                  | |                                             | | Arbitrage : Damien Velay Gwilherm Margry Sébastien Geoffroy |

| Feuille de match | Feuille de match                                                          | Feuille de match | Feuille de match | Feuille de match                                            |
| ---------------- | ------------------------------------------------------------------------- | ---------------- | ---------------- | ----------------------------------------------------------- |
|                  | 49 min 16 s, Steven Cacciotti (Eliezer Sherbatov, Juho Tuomas Appel) (SN) | 1-0              |                  | Arbitrage : Alexandre Hauchart Thomas Caillot Pierre Dehaen |
| Miroslav Hála    | Gardiens                                                                  | Pascal Favarin   |                  | Arbitrage : Alexandre Hauchart Thomas Caillot Pierre Dehaen |
| 2 min            | Pénalités                                                                 | 14 min           |                  | Arbitrage : Alexandre Hauchart Thomas Caillot Pierre Dehaen |
|                  |                                                                           |                  |                  | Arbitrage : Alexandre Hauchart Thomas Caillot Pierre Dehaen |

| samedi 3 mars 2012 | Bisons de Neuilly-sur-Marne | 2-7 (1-4, 0-1, 1-2) | Ours de Villard-de-Lans | Patinoire municipale de Neuilly-sur-Marne 422 spectateurs |

| Feuille de match | Feuille de match | Feuille de match                    | Feuille de match | Feuille de match                                                |
| ---------------- | --- | ----------------------------------- | --- | --------------------------------------------------------------- |
|                  | 17 min 41 s, Jesse Gauthier Lebreton (Jan Boháč, Juho Tuomas Appel) (SN) 59 min 19 s, Andrej Kmeč (Philippe Bolduc) (SN) | 0-1 0-2 0-3 0-4 1-4 1-5 1-6 1-7 2-7 | 2 min 12 s, Danick Bouchard (Michal Beran, Quentin Jacquier) 7 min 36 s, Vincent Couture (Peter Szabó) 14 min 22 s, Sergejs Visegorodevs (Yann Diaferia, Cédric Guillot-Diat) 15 min 12 s, Danick Bouchard 25 min 9 s, Quentin Jacquier (Danick Bouchard) (SN) 46 min 25 s, Michal Beran (Danick Bouchard, Daniel Sedlák) (double SN) 52 min 39 s, Danick Bouchard (Kevyn Richard) | Arbitrage : Marc Mendlowictz Maxime Durand Anne-Sophie Boniface |
| Miroslav Hála    | Gardiens | Pascal Favarin                      | | Arbitrage : Marc Mendlowictz Maxime Durand Anne-Sophie Boniface |
| 46 min           | Pénalités | 40 min                              | | Arbitrage : Marc Mendlowictz Maxime Durand Anne-Sophie Boniface |
|                  | |                                     | | Arbitrage : Marc Mendlowictz Maxime Durand Anne-Sophie Boniface |

## Division 1

### Équipes engagées
Les équipes engagées en Division 1 sont au nombre de quatorze :
- Orques d'Anglet
- Boxers de Bordeaux
- Albatros de Brest
- Jokers de Cergy
- Coqs de Courbevoie
- Corsaires de Dunkerque, promu de Division 2
- Lions de Lyon, promu de Division 2
- Avalanche Mont-Blanc, relégué de Ligue Magnus
- Vipers de Montpellier
- Scorpions de Mulhouse
- Aigles de Nice
- Phénix de Reims
- Bélougas de Toulouse
- Lynx de Valence

### Formule de la saison
Les quatorze équipes sont réunies au sein d'une poule unique qui se joue en matchs aller-retour.
Les huit premiers se qualifient pour les séries éliminatoires qui se jouent à chaque tour au meilleur des trois matchs (match aller chez l'équipe la moins classée, match retour et match d'appui éventuel chez le mieux classé). Le vainqueur de la finale est sacré champion de Division 1 et est promu en Ligue Magnus.
Les équipes classés treizième et quatorzième sont reléguées en Division 2.

#### Attribution des points
- 2 pts pour une victoire en temps réglementaire, après prolongations ou aux tirs au but
- 1 pt pour une défaite après prolongations ou aux tirs au but
- 0 pt pour une défaite en temps réglementaire[2]

### Résultats

#### Saison régulière
- 10 septembre 2011 - 17 mars 2012

| Équipes                      | Anglet | Bordeaux | Brest  | Cergy | Courbevoie | Dunkerque | Lyon    | Mont-Blanc | Montpellier | Mulhouse | Nice    | Reims   | Toulouse | Valence |
| ---------------------------- | ------ | -------- | ------ | ----- | ---------- | --------- | ------- | ---------- | ----------- | -------- | ------- | ------- | -------- | ------- |
| Orques d'Anglet              |        | 4-3      | 2-5    | 8-1   | 7-1        | 2-5       | 2-1     | 5-4        | 5-1         | 0-4      | 1-5     | 5-4 ap  | 7-1      | 4-0     |
| Boxers de Bordeaux           | 4-3    |          | 5-4 ap | 11-2  | 10-1       | 4-2       | 5-4 ap  | 3-5        | 4-8         | 1-4      | 4-3     | 3-7     | 9-1      | 5-3     |
| Albatros de Brest            | 5-1    | 5-0      |        | 4-3   | 4-5        | 8-0       | 7-2     | 3-5        | 5-1         | 2-3      | 4-7     | 7-3     | 8-1      | 4-3 tab |
| Jokers de Cergy              | 4-7    | 8-7      | 3-10   |       | 4-8        | 6-5       | 3-2 ap  | 3-2        | 2-3         | 2-6      | 3-2     | 3-9     | 2-1 tab  | 6-5 ap  |
| Coqs de Courbevoie           | 3-4 ap | 3-2 ap   | 8-5    | 2-3   |            | 7-4       | 2-7     | 3-8        | 6-8         | 3-4 ap   | 2-8     | 8-7 ap  | 4-3      | 7-2     |
| Corsaires de Dunkerque       | 4-3 ap | 4-5 ap   | 0-10   | 2-5   | 5-4 tab    |           | 4-3     | 8-2        | 5-6         | 1-2 tab  | 7-0     | 4-9     | 1-4      | 6-4     |
| Lions de Lyon                | 1-3    | 6-3      | 5-6 ap | 3-1   | 3-6        | 6-5       |         | 7-2        | 3-2 ap      | 3-6      | 3-6     | 4-3 tab | 8-2      | 5-2     |
| Avalanche Mont-Blanc         | 5-7    | 5-3      | 4-5    | 5-2   | 6-2        | 5-1       | 4-5 tab |            | 4-7         | 2-5      | 3-5     | 3-6     | 2-3      | 6-2     |
| Vipers de Montpellier        | 1-2    | 5-1      | 2-3 ap | 5-1   | 7-6 ap     | 5-0       | 3-4     | 1-4        |             | 4-0      | 4-5 ap  | 4-5     | 5-3      | 5-4     |
| Scorpions de Mulhouse        | 3-0    | 9-3      | 2-3 ap | 5-0   | 13-1       | 3-1       | 4-6     | 6-2        | 5-1         |          | 5-4 tab | 4-5 ap  | 3-4 tab  | 7-2     |
| Aigles de Nice               | 7-3    | 4-1      | 2-3 ap | 6-2   | 3-2 tab    | 5-4 ap    | 7-3     | 4-1        | 6-2         | 4-3      |         | 8-1     | 5-2      | 10-5    |
| Phénix de Reims              | 5-1    | 13-3     | 1-2    | 11-1  | 7-2        | 2-5       | 3-4     | 6-2        | 3-4 tab     | 3-0      | 2-8     |         | 1-4      | 9-1     |
| Bélougas de Toulouse-Blagnac | 1-4    | 5-6 ap   | 1-5    | 3-5   | 7-2        | 4-2       | 1-7     | 3-1        | 5-4         | 2-9      | 2-7     | 1-3     |          | 6-3     |
| Lynx de Valence              | 2-4    | 4-1      | 5-8    | 4-3   | 4-8        | 3-4       | 3-9     | 3-4 ap     | 5-3         | 3-6      | 2-5     | 4-8     | 1-3      |         |

#### Classement
| Place | Équipe                       | PJ | V  | VP | DP | D  | Pts | BP  | BC  | +/- |
| ----- | ---------------------------- | -- | -- | -- | -- | -- | --- | --- | --- | --- |
| 1er   | Aigles de Nice               | 26 | 18 | 3  | 2  | 3  | 44  | 136 | 74  | +62 |
| 2e    | Scorpions de Mulhouse        | 26 | 16 | 3  | 3  | 4  | 41  | 121 | 62  | +59 |
| 3e    | Albatros de Brest            | 26 | 15 | 5  | 1  | 5  | 41  | 135 | 74  | +51 |
| 4e    | Phénix de Reims              | 26 | 14 | 1  | 4  | 7  | 34  | 136 | 95  | +41 |
| 5e    | Orques d'Anglet              | 26 | 14 | 2  | 1  | 9  | 33  | 94  | 80  | +14 |
| 6e    | Lions de Lyon                | 26 | 12 | 3  | 3  | 8  | 33  | 114 | 95  | +19 |
| 7e    | Vipers de Montpellier        | 26 | 11 | 2  | 3  | 10 | 29  | 101 | 96  | +5  |
| 8e    | Coqs de Courbevoie           | 26 | 8  | 2  | 5  | 11 | 25  | 106 | 145 | -39 |
| 9e    | Boxers de Bordeaux           | 26 | 7  | 4  | 1  | 14 | 23  | 106 | 122 | -16 |
| 10e   | Bélougas de Toulouse-Blagnac | 26 | 9  | 1  | 2  | 14 | 22  | 73  | 114 | -41 |
| 11e   | Corsaires de Dunkerque       | 26 | 7  | 2  | 3  | 14 | 21  | 89  | 117 | -28 |
| 12e   | Avalanche Mont-Blanc         | 26 | 9  | 1  | 1  | 15 | 21  | 96  | 108 | -12 |
| 13e   | Jokers de Cergy              | 26 | 7  | 3  | 0  | 16 | 20  | 78  | 136 | -58 |
| 14e   | Lynx de Valence              | 26 | 3  | 0  | 3  | 20 | 9   | 79  | 146 | -67 |

### Séries éliminatoires

#### Tableau
|  |                       |                       |                       |               |                      |     |                         |            |            |            |            |                |     |   |        |        |        |        |        |  |  |
|  | 1/4 de finale         | 1/4 de finale         | 1/4 de finale         | 1/4 de finale | 1/4 de finale        |     |                         | 1/2 finale | 1/2 finale | 1/2 finale | 1/2 finale | 1/2 finale     |     |   | Finale | Finale | Finale | Finale | Finale |  |  |
|  | 24 et 31 mars 2012    |                       |                       |               |                      |     |                         |            |            |            |            |                |     |   |        |        |        |        |        |  |  |
|  |                       |                       |                       |               |                      |     |                         |            |            |            |            |                |     |   |        |        |        |        |        |  |  |
|  | Aigles de Nice        | (1)                   | 6                     | 8             |                      |     |                         |            |            |            |            |                |     |   |        |        |        |        |        |  |  |
|  | Aigles de Nice        | (1)                   | 6                     | 8             | 4, 7 et 8 avril 2012 |     |                         |            |            |            |            |                |     |   |        |        |        |        |        |  |  |
|  | Coqs de Courbevoie    | (8)                   | 4                     | 1             |                      |     |                         |            |            |            |            |                |     |   |        |        |        |        |        |  |  |
|  | Coqs de Courbevoie    | (8)                   | 4                     | 1             | Aigles de Nice       | (1) | 4                       | 5          | 5          |            |            |                |     |   |        |        |        |        |        |  |  |
|  | 24 et 31 mars 2012    |                       |                       |               | Aigles de Nice       | (1) | 4                       | 5          | 5          |            |            |                |     |   |        |        |        |        |        |  |  |
|  |                       |                       | Phénix de Reims       | (4)           | 2                    | 7   | 1                       |            |            |            |            |                |     |   |        |        |        |        |        |  |  |
|  | Phénix de Reims       | (4)                   | Phénix de Reims       | (4)           | 2                    | 7   | 1                       | 8          | 4          |            |            |                |     |   |        |        |        |        |        |  |  |
|  | Phénix de Reims       | (4)                   |                       |               |                      |     | 11, 14 et 15 avril 2012 | 8          | 4          |            |            |                |     |   |        |        |        |        |        |  |  |
|  | Orques d'Anglet       | (5)                   | 4                     | 0             |                      |     |                         |            |            |            |            |                |     |   |        |        |        |        |        |  |  |
|  | Orques d'Anglet       | (5)                   | 4                     | 0             |                      |     |                         |            |            |            |            | Aigles de Nice | (1) | 1 | 3      |        |        |        |        |  |  |
|  | 24 et 31 mars 2012    |                       |                       |               |                      |     |                         |            |            |            |            | Aigles de Nice | (1) | 1 | 3      |        |        |        |        |  |  |
|  |                       | Scorpions de Mulhouse | (2)                   | 3             | 4                    |     |                         |            |            |            |            |                |     |   |        |        |        |        |        |  |  |
|  | Albatros de Brest     | Scorpions de Mulhouse | (2)                   | 3             | 4                    | (3) | 5                       | 5          |            |            |            |                |     |   |        |        |        |        |        |  |  |
|  | Albatros de Brest     | 4 et 7 avril 2012     |                       |               |                      | (3) | 5                       | 5          |            |            |            |                |     |   |        |        |        |        |        |  |  |
|  | Lions de Lyon         | (6)                   | 2                     | 3             |                      |     |                         |            |            |            |            |                |     |   |        |        |        |        |        |  |  |
|  | Lions de Lyon         | (6)                   | 2                     | 3             | Albatros de Brest    | (3) | 3                       | 2          |            |            |            |                |     |   |        |        |        |        |        |  |  |
|  | 24 et 31 mars 2012    |                       |                       |               | Albatros de Brest    | (3) | 3                       | 2          |            |            |            |                |     |   |        |        |        |        |        |  |  |
|  |                       |                       | Scorpions de Mulhouse | (2)           | 4                    | 8   |                         |            |            |            |            |                |     |   |        |        |        |        |        |  |  |
|  | Scorpions de Mulhouse | (2)                   | Scorpions de Mulhouse | (2)           | 4                    | 8   | 5                       | 3          |            |            |            |                |     |   |        |        |        |        |        |  |  |
|  | Scorpions de Mulhouse | (2)                   |                       |               |                      |     | 5                       | 3          |            |            |            |                |     |   |        |        |        |        |        |  |  |
|  | Vipers de Montpellier | (7)                   | 2                     | 0             |                      |     |                         |            |            |            |            |                |     |   |        |        |        |        |        |  |  |
|  | Vipers de Montpellier | (7)                   | 2                     | 0             |                      |     |                         |            |            |            |            |                |     |   |        |        |        |        |        |  |  |

#### Finale
| mercredi 11 avril 2012 | Scorpions de Mulhouse | 3-1 (0-0, 1-0, 2-1) | Aigles de Nice | Patinoire de l'Illberg 1 690 spectateurs |

| Feuille de match | Feuille de match | Feuille de match | Feuille de match                               | Feuille de match                                                  |
| ---------------- | --- | ---------------- | ---------------------------------------------- | ----------------------------------------------------------------- |
|                  | 26 min 24 s, Victor Lobachev (David Sallander, Dmitri Lavrov) (SN) 53 min 49 s, Lukas Bacul (Michal Kapicka, Julien Aubry) 55 min 29 s, Jacob Alner (Ales Cerny) (IN) | 1-0 1-1 2-1 3-1  | 43 min 30 s, Michal Dian (Jozef Slaninak) (SN) | Arbitrage : Jérémy Rauline Jérémy Metais Sueva Torribio Rousselin |
| Radovan Hurajt   | Gardiens | Jimmy Lundberg   |                                                | Arbitrage : Jérémy Rauline Jérémy Metais Sueva Torribio Rousselin |
| 14 min           | Pénalités | 8 min            |                                                | Arbitrage : Jérémy Rauline Jérémy Metais Sueva Torribio Rousselin |
|                  | |                  |                                                | Arbitrage : Jérémy Rauline Jérémy Metais Sueva Torribio Rousselin |

| samedi 14 avril 2012 | Aigles de Nice | 3-4 (1-1, 1-2, 1-1) | Scorpions de Mulhouse | Palais des sports Jean-Bouin 1 200 spectateurs |

| Feuille de match | Feuille de match | Feuille de match        | Feuille de match | Feuille de match                                                 |
| ---------------- | --- | ----------------------- | --- | ---------------------------------------------------------------- |
|                  | 9 min 41 s, Karri Koivu (Stefan Majernik) 30 min 29 s, Joonas Saari (Jan Tomaska, Lukas Cvejin) (SN) 54 min 52 s, Stefan Rusnak (Michal Dian, Jozef Slaninak) | 1-1 1-2 2-2 2-3 2-4 3-4 | 14 min 13 s, Lukas Bacul (Lukas Lang, Julien Aubry) 26 min 24 s, Michal Kapicka (Stefan Lachapelle, Jacob Alner) 30 min 52 s, Stefan Lachapelle (Michal Kapicka) 53 min 2 s, Michal Kapicka (Jacob Alner) | Arbitrage : Laurent Garbay Frédéric Peuriere Guillaume Florentin |
| Jimmy Lundberg   | Gardiens | Radovan Hurajt          | | Arbitrage : Laurent Garbay Frédéric Peuriere Guillaume Florentin |
| 10 min           | Pénalités | 10 min                  | | Arbitrage : Laurent Garbay Frédéric Peuriere Guillaume Florentin |
|                  | |                         | | Arbitrage : Laurent Garbay Frédéric Peuriere Guillaume Florentin |

## Division 2

### Formule de la saison
Les vingt équipes engagées sont réparties en deux poules de dix suivant le système IIHF fondé sur le classement de la saison précédente. Chaque poule se joue en matchs aller-retour.
Les huit premiers de chaque poule se qualifient pour les séries éliminatoires qui se jouent en simple aller-retour (ainsi quand il y a match nul, il n'y a pas de prolongation, le score est conservé tel quel) en huitièmes, quarts et demi-finales. Ainsi, le score cumulé des deux matchs désigne le qualifié. En cas d'égalité, sur l'ensemble des 2 matchs d'une série, une prolongation est alors disputée, s'il n'y a pas de but durant ces 10 minutes, des tirs au but sont alors joués. La finale se déroule pour sa part au meilleur des trois matchs. Des prolongations et des tirs au but peuvent être nécessaires pour départager les équipes au cours d'un match. Le vainqueur de la finale est sacré champion de Division 2. Le champion et le finaliste sont promus en Division 1.
Les équipes classées neuvième et dixième de chaque poule sont rassemblées au sein d'une poule de maintien qui se joue en matchs aller-retour. Les équipes finissant aux deux dernières places sont reléguées en Division 3.

#### Attribution des points
- 2 pts pour une victoire en temps réglementaire, après prolongations ou aux tirs au but
- 1 pt pour une défaite après prolongations ou aux tirs au but
- 0 pt pour une défaite en temps réglementaire[2]

### Équipes engagées
Les équipes engagées en Division 2 sont au nombre de vingt (dont une équipe réserve). Elles sont réparties en deux poules de dix :
| Poule A - Galaxians d'Amnéville - Chevaliers du Lac d'Annecy - Éléphants de Chambéry repêché de Division 2 - Élans de Champigny - Peaux-Rouges d'Évry - Graoully de Metz promu de Division 3 - Comètes de Meudon - Français volants de Paris - Aigles de La Roche-sur-Yon - Dragons de Rouen 2 | Poule B - Castors d'Asnières - Dogs de Cholet - Sangliers Arvernes de Clermont - Lions de Compiègne promu de Division 3 - Corsaires de Nantes - Renards d'Orléans repêché de Division 2 - Boucaniers de Toulon - Remparts de Tours repêché de Division 3 - Bouquetins de Val-Vanoise - Lions de Wasquehal |

### Saison régulière
- 24 septembre 2011 - 18 février 2012

#### Poule A
| Équipes                    | Amnéville | Annecy  | Chambéry | Champigny | Évry    | Paris | La Roche-sur-Yon | Metz    | Meudon  | Rouen 2 |
| Galaxians d'Amnéville      |           | 5-3     | 8-3      | 8-2       | 2-3     | 6-8   | 4-3 ap           | 5-2     | 6-1     | 4-2     |
| Chevaliers du Lac d'Annecy | 2-4       |         | 3-4      | 8-2       | 5-1     | 2-0   | 6-4              | 6-1     | 5-2     | 2-1     |
| Éléphants de Chambéry      | 2-6       | 1-4     |          | 5-6       | 1-5     | 2-10  | 0-3              | 3-6     | 2-4     | 4-8     |
| Élans de Champigny         | 1-4       | 4-3     | 7-3      |           | 4-5     | 3-6   | 6-5              | 5-1     | 4-1     | 7-2     |
| Peaux-Rouges d'Évry        | 6-3       | 1-4     | 11-4     | 7-3       |         | 3-5   | 2-4              | 8-1     | 4-3 ap  | 5-3     |
| Français Volants de Paris  | 4-1       | 2-1 tab | 5-2      | 7-4       | 1-4     |       | 4-2              | 11-2    | 3-4 tab | 6-2     |
| Aigles de La Roche-sur-Yon | 3-9       | 3-8     | 6-2      | 4-7       | 4-3 tab | 3-7   |                  | 4-3 tab | 0-8     | 6-5     |
| Graoully de Metz           | 2-10      | 0-10    | 3-11     | 3-9       | 3-9     | 2-8   | 6-5              |         | 5-4     | 1-8     |
| Comètes de Meudon          | 2-4       | 2-1     | 6-2      | 4-0       | 5-4     | 1-5   | 5-4 ap           | 12-6    |         | 6-2     |
| Dragons de Rouen 2         | 3-1       | 2-3 ap  | 4-2      | 4-3       | 5-3     | 1-5   | 6-2              | 3-1     | 5-3     |         |

| Clt | Équipe                     | PJ | V  | VP | DP | D  | Pts | BP | BC  | +/- |
| --- | -------------------------- | -- | -- | -- | -- | -- | --- | -- | --- | --- |
| 1er | Français Volants de Paris  | 18 | 14 | 1  | 1  | 2  | 31  | 97 | 45  | +52 |
| 2e  | Galaxians d'Amnéville      | 18 | 12 | 1  | 0  | 5  | 26  | 90 | 52  | +38 |
| 3e  | Chevaliers du Lac d'Annecy | 18 | 11 | 1  | 1  | 5  | 25  | 76 | 39  | +37 |
| 4e  | Peaux-Rouges d'Évry        | 18 | 10 | 1  | 1  | 6  | 23  | 84 | 60  | +24 |
| 5e  | Comètes de Meudon          | 18 | 8  | 2  | 1  | 7  | 21  | 73 | 62  | +11 |
| 6e  | Dragons de Rouen 2         | 18 | 9  | 0  | 1  | 8  | 19  | 66 | 64  | +2  |
| 7e  | Élans de Champigny         | 18 | 9  | 0  | 0  | 9  | 18  | 77 | 80  | -3  |
| 8e  | Aigles de La Roche-sur-Yon | 18 | 4  | 2  | 2  | 10 | 14  | 65 | 91  | -26 |
| 9e  | Graoully de Metz           | 18 | 3  | 0  | 1  | 14 | 7   | 48 | 131 | -83 |
| 10e | Éléphants de Chambéry      | 18 | 2  | 0  | 0  | 16 | 4   | 53 | 105 | -52 |

#### Poule B
| Équipes                        | Asnières | Cholet | Clermont | Compiègne | Nantes | Orléans | Toulon  | Tours  | Val-Vanoise | Wasquehal |
| Castors d'Asnières             |          | 5-8    | 6-2      | 5-8       | 2-6    | 12-1    | 6-7 ap  | 1-5    | 2-4         | 3-2       |
| Dogs de Cholet                 | 3-2      |        | 8-4      | 7-3       | 5-9    | 6-1     | 4-5     | 2-3    | 4-2         | 2-6       |
| Sangliers Arvernes de Clermont | 6-5 tab  | 3-7    |          | 3-2 ap    | 3-8    | 11-8    | 5-6     | 6-7 ap | 1-4         | 7-5       |
| Lions de Compiègne             | 5-4 tab  | 3-8    | 5-3      |           | 2-7    | 2-5     | 2-3 ap  | 3-9    | 2-4         | 1-2       |
| Corsaires de Nantes            | 2-1 ap   | 3-5    | 9-5      | 5-4       |        | 5-3     | 2-3 tab | 3-6    | 6-2         | 6-3       |
| Renards d'Orléans              | 2-4      | 3-8    | 3-6      | 4-6       | 1-9    |         | 2-8     | 6-9    | 2-6         | 3-1       |
| Boucaniers de Toulon           | 10-0     | 2-3    | 6-5 ap   | 5-4       | 3-4    | 11-3    |         | 4-2    | 6-4         | 2-3 ap    |
| Remparts de Tours              | 4-3      | 6-5 ap | 2-0      | 6-2       | 7-4    | 4-3 ap  | 6-3     |        | 5-7         | 10-0      |
| Bouquetins de Val-Vanoise      | 7-5      | 4-3    | 5-6 tab  | 7-2       | 7-4    | 14-3    | 2-8     | 4-5    |             | 8-7 ap    |
| Lions de Wasquehal             | 4-5 tab  | 1-3    | 4-2      | 3-7       | 7-4    | 12-1    | 2-5     | 3-5    | 2-7         |           |

| Place | Équipe                         | PJ | V  | VP | DP | D  | Pts | BP  | BC  | +/- |
| ----- | ------------------------------ | -- | -- | -- | -- | -- | --- | --- | --- | --- |
| 1er   | Remparts de Tours              | 18 | 13 | 3  | 0  | 2  | 32  | 101 | 59  | +42 |
| 2e    | Boucaniers de Toulon           | 18 | 10 | 4  | 1  | 3  | 29  | 97  | 59  | +38 |
| 3e    | Corsaires de Nantes            | 18 | 11 | 1  | 1  | 5  | 25  | 96  | 69  | +27 |
| 4e    | Dogs de Cholet                 | 18 | 12 | 0  | 1  | 5  | 25  | 91  | 65  | +26 |
| 5e    | Bouquetins de Val-Vanoise      | 18 | 11 | 1  | 1  | 5  | 25  | 98  | 73  | +25 |
| 6e    | Castors d'Asnières             | 18 | 4  | 1  | 4  | 9  | 14  | 71  | 86  | -15 |
| 7e    | Sangliers Arvernes de Clermont | 18 | 3  | 3  | 2  | 10 | 14  | 78  | 100 | -22 |
| 8e    | Lions de Wasquehal             | 18 | 5  | 1  | 2  | 10 | 14  | 67  | 81  | -14 |
| 9e    | Lions de Compiègne             | 18 | 4  | 1  | 2  | 11 | 12  | 63  | 90  | -27 |
| 10e   | Renards d'Orléans              | 18 | 2  | 0  | 1  | 15 | 5   | 54  | 134 | -80 |

### Séries éliminatoires
|  |                                |                            |                            |                            |                            |                            |    |                  |                           |                           |                            |                           |                           |                           |                            |                            |                            |                            |                            |                            |        |        |        |        |
|  | Huitièmes de finale            | Huitièmes de finale        | Huitièmes de finale        | Huitièmes de finale        | Huitièmes de finale        |                            |    | Quarts de finale | Quarts de finale          | Quarts de finale          | Quarts de finale           | Quarts de finale          |                           |                           | Finale                     | Finale                     | Finale                     | Finale                     | Finale                     | Finale                     | Finale | Finale | Finale | Finale |
|  |                                |                            |                            |                            |                            |                            |    |                  |                           |                           |                            |                           |                           |                           |                            |                            |                            |                            |                            |                            |        |        |        |        |
|  |                                |                            |                            |                            |                            |                            |    |                  | Demi-finales              |                           |                            |                           |                           |                           |                            |                            |                            |                            |                            |                            |        |        |        |        |
|  | 3 et 10 mars 2012              |                            |                            |                            |                            |                            |    |                  |                           |                           |                            |                           |                           |                           |                            |                            |                            |                            |                            |                            |        |        |        |        |
|  |                                |                            |                            |                            |                            |                            |    |                  |                           |                           |                            |                           |                           |                           |                            |                            |                            |                            |                            |                            |        |        |        |        |
|  | Français Volants de Paris      | A1                         | 0                          | 13                         | 13                         |                            |    |                  |                           |                           |                            |                           |                           |                           |                            |                            |                            |                            |                            |                            |        |        |        |        |
|  | Français Volants de Paris      | A1                         | 0                          | 13                         | 13                         | 17 et 24 mars 2012         |    |                  |                           |                           |                            |                           |                           |                           |                            |                            |                            |                            |                            |                            |        |        |        |        |
|  | Lions de Wasquehal             | B8                         | 5                          | 2                          | 7                          |                            |    |                  |                           |                           |                            |                           |                           |                           |                            |                            |                            |                            |                            |                            |        |        |        |        |
|  | Lions de Wasquehal             | B8                         | 5                          | 2                          | 7                          | Français Volants de Paris  | A1 | 3                | 3                         | 6                         |                            |                           |                           |                           |                            |                            |                            |                            |                            |                            |        |        |        |        |
|  | 3 et 10 mars 2012              |                            |                            |                            |                            | Français Volants de Paris  | A1 | 3                | 3                         | 6                         |                            |                           |                           |                           |                            |                            |                            |                            |                            |                            |        |        |        |        |
|  |                                |                            | Comètes de Meudon          | A5                         | 4                          | 1                          | 5  |                  |                           |                           |                            |                           |                           |                           |                            |                            |                            |                            |                            |                            |        |        |        |        |
|  | Comètes de Meudon              | A5                         | Comètes de Meudon          | A5                         | 4                          | 1                          | 5  | 2                | 6                         | 8                         |                            |                           |                           |                           |                            |                            |                            |                            |                            |                            |        |        |        |        |
|  | Comètes de Meudon              | A5                         | 31 mars et 7 avril 2012    |                            |                            |                            |    | 2                | 6                         | 8                         |                            |                           |                           |                           |                            |                            |                            |                            |                            |                            |        |        |        |        |
|  | Dogs de Cholet                 | B4                         | 1                          | 6                          | 7                          |                            |    |                  |                           |                           |                            |                           |                           |                           |                            |                            |                            |                            |                            |                            |        |        |        |        |
|  | Dogs de Cholet                 | B4                         | 1                          | 6                          | 7                          |                            |    |                  | Français Volants de Paris | Français Volants de Paris | Français Volants de Paris  | Français Volants de Paris | Français Volants de Paris | Français Volants de Paris | A1                         | 5                          | 2                          | 7                          |                            |                            |        |        |        |        |
|  | 3 et 10 mars 2012              |                            |                            |                            |                            |                            |    |                  | Français Volants de Paris | Français Volants de Paris | Français Volants de Paris  | Français Volants de Paris | Français Volants de Paris | Français Volants de Paris | A1                         | 5                          | 2                          | 7                          |                            |                            |        |        |        |        |
|  | Chevaliers du Lac d'Annecy     | Chevaliers du Lac d'Annecy | Chevaliers du Lac d'Annecy | Chevaliers du Lac d'Annecy | Chevaliers du Lac d'Annecy | Chevaliers du Lac d'Annecy | A3 | 2                | 7                         | 9                         |                            |                           |                           |                           |                            |                            |                            |                            |                            |                            |        |        |        |        |
|  | Chevaliers du Lac d'Annecy     | Chevaliers du Lac d'Annecy | Chevaliers du Lac d'Annecy | Chevaliers du Lac d'Annecy | Chevaliers du Lac d'Annecy | Chevaliers du Lac d'Annecy | A3 | 2                | 7                         | 9                         | Chevaliers du Lac d'Annecy | A3                        | 7                         | 7                         | 14                         |                            |                            |                            |                            |                            |        |        |        |        |
|  | 17 et 24 mars 2012             |                            |                            |                            |                            |                            |    |                  |                           |                           | Chevaliers du Lac d'Annecy | A3                        | 7                         | 7                         | 14                         |                            |                            |                            |                            |                            |        |        |        |        |
|  | Castors d'Asnières             | B6                         | 5                          | 2                          | 7                          |                            |    |                  |                           |                           |                            |                           |                           |                           |                            |                            |                            |                            |                            |                            |        |        |        |        |
|  | Castors d'Asnières             | B6                         | 5                          | 2                          | 7                          | Chevaliers du Lac d'Annecy | A3 | 11               | 4                         | 15                        |                            |                           |                           |                           |                            |                            |                            |                            |                            |                            |        |        |        |        |
|  | 3 et 10 mars 2012              |                            |                            |                            |                            | Chevaliers du Lac d'Annecy | A3 | 11               | 4                         | 15                        |                            |                           |                           |                           |                            |                            |                            |                            |                            |                            |        |        |        |        |
|  |                                |                            | Boucaniers de Toulon       | B2                         | 1                          | 7                          | 8  |                  |                           |                           |                            |                           |                           |                           |                            |                            |                            |                            |                            |                            |        |        |        |        |
|  | Élans de Champigny             | A7                         | Boucaniers de Toulon       | B2                         | 1                          | 7                          | 8  | 4                | 2                         | 6                         |                            |                           |                           |                           |                            |                            |                            |                            |                            |                            |        |        |        |        |
|  | Élans de Champigny             | A7                         |                            |                            |                            |                            |    | 4                | 2                         | 6                         | 14 et 21 avril 2012        |                           |                           |                           |                            |                            |                            |                            |                            |                            |        |        |        |        |
|  | Boucaniers de Toulon           | B2                         | 2                          | 7                          | 9                          |                            |    |                  |                           |                           |                            |                           |                           |                           |                            |                            |                            |                            |                            |                            |        |        |        |        |
|  | Boucaniers de Toulon           | B2                         | 2                          | 7                          | 9                          |                            |    |                  |                           |                           |                            |                           |                           |                           | Chevaliers du Lac d'Annecy | Chevaliers du Lac d'Annecy | Chevaliers du Lac d'Annecy | Chevaliers du Lac d'Annecy | Chevaliers du Lac d'Annecy | Chevaliers du Lac d'Annecy | A3     | 6      | 4      |        |
|  | 3 et 10 mars 2012              |                            |                            |                            |                            |                            |    |                  |                           |                           |                            |                           |                           |                           | Chevaliers du Lac d'Annecy | Chevaliers du Lac d'Annecy | Chevaliers du Lac d'Annecy | Chevaliers du Lac d'Annecy | Chevaliers du Lac d'Annecy | Chevaliers du Lac d'Annecy | A3     | 6      | 4      |        |
|  | Galaxians d'Amnéville          | Galaxians d'Amnéville      | Galaxians d'Amnéville      | Galaxians d'Amnéville      | Galaxians d'Amnéville      | Galaxians d'Amnéville      | A2 | 4                | 3                         |                           |                            |                           |                           |                           |                            |                            |                            |                            |                            |                            |        |        |        |        |
|  | Galaxians d'Amnéville          | Galaxians d'Amnéville      | Galaxians d'Amnéville      | Galaxians d'Amnéville      | Galaxians d'Amnéville      | Galaxians d'Amnéville      | A2 | 4                | 3                         | Galaxians d'Amnéville     | A2                         | 3                         | 5                         | 8                         |                            |                            |                            |                            |                            |                            |        |        |        |        |
|  | 17 et 24 mars 2012             |                            |                            |                            |                            |                            |    |                  |                           | Galaxians d'Amnéville     | A2                         | 3                         | 5                         | 8                         |                            |                            |                            |                            |                            |                            |        |        |        |        |
|  | Sangliers Arvernes de Clermont | B7                         | 1                          | 2                          | 3                          |                            |    |                  |                           |                           |                            |                           |                           |                           |                            |                            |                            |                            |                            |                            |        |        |        |        |
|  | Sangliers Arvernes de Clermont | B7                         | 1                          | 2                          | 3                          | Galaxians d'Amnéville      | A2 | 2                | 3                         | 5                         |                            |                           |                           |                           |                            |                            |                            |                            |                            |                            |        |        |        |        |
|  | 3 et 10 mars 2012              |                            |                            |                            |                            | Galaxians d'Amnéville      | A2 | 2                | 3                         | 5                         |                            |                           |                           |                           |                            |                            |                            |                            |                            |                            |        |        |        |        |
|  |                                |                            | Corsaires de Nantes        | B3                         | 2                          | 2                          | 4  |                  |                           |                           |                            |                           |                           |                           |                            |                            |                            |                            |                            |                            |        |        |        |        |
|  | Dragons de Rouen 2             | A6                         | Corsaires de Nantes        | B3                         | 2                          | 2                          | 4  | 3                | 2                         | 5                         |                            |                           |                           |                           |                            |                            |                            |                            |                            |                            |        |        |        |        |
|  | Dragons de Rouen 2             | A6                         | 31 mars et 7 avril 2012    |                            |                            |                            |    | 3                | 2                         | 5                         |                            |                           |                           |                           |                            |                            |                            |                            |                            |                            |        |        |        |        |
|  | Corsaires de Nantes            | B3                         | 5                          | 5                          | 10                         |                            |    |                  |                           |                           |                            |                           |                           |                           |                            |                            |                            |                            |                            |                            |        |        |        |        |
|  | Corsaires de Nantes            | B3                         | 5                          | 5                          | 10                         |                            |    |                  | Galaxians d'Amnéville     | Galaxians d'Amnéville     | Galaxians d'Amnéville      | Galaxians d'Amnéville     | Galaxians d'Amnéville     | Galaxians d'Amnéville     | A2                         | 5                          | 6                          | 11                         |                            |                            |        |        |        |        |
|  | 3 et 10 mars 2012              |                            |                            |                            |                            |                            |    |                  | Galaxians d'Amnéville     | Galaxians d'Amnéville     | Galaxians d'Amnéville      | Galaxians d'Amnéville     | Galaxians d'Amnéville     | Galaxians d'Amnéville     | A2                         | 5                          | 6                          | 11                         |                            |                            |        |        |        |        |
|  | Remparts de Tours              | Remparts de Tours          | Remparts de Tours          | Remparts de Tours          | Remparts de Tours          | Remparts de Tours          | B1 | 5                | 1                         | 6                         |                            |                           |                           |                           |                            |                            |                            |                            |                            |                            |        |        |        |        |
|  | Remparts de Tours              | Remparts de Tours          | Remparts de Tours          | Remparts de Tours          | Remparts de Tours          | Remparts de Tours          | B1 | 5                | 1                         | 6                         | Peaux-Rouges d'Évry        | A4                        | 2                         | 9                         | 11                         |                            |                            |                            |                            |                            |        |        |        |        |
|  | 17 et 24 mars 2012             |                            |                            |                            |                            |                            |    |                  |                           |                           | Peaux-Rouges d'Évry        | A4                        | 2                         | 9                         | 11                         |                            |                            |                            |                            |                            |        |        |        |        |
|  | Bouquetins de Val-Vanoise      | B5                         | 12                         | 3                          | 15                         |                            |    |                  |                           |                           |                            |                           |                           |                           |                            |                            |                            |                            |                            |                            |        |        |        |        |
|  | Bouquetins de Val-Vanoise      | B5                         | 12                         | 3                          | 15                         | Bouquetins de Val-Vanoise  | B5 | 2                | 2                         | 4                         |                            |                           |                           |                           |                            |                            |                            |                            |                            |                            |        |        |        |        |
|  | 2 et 10 mars 2012              |                            |                            |                            |                            | Bouquetins de Val-Vanoise  | B5 | 2                | 2                         | 4                         |                            |                           |                           |                           |                            |                            |                            |                            |                            |                            |        |        |        |        |
|  |                                |                            | Remparts de Tours          | B1                         | 6                          | 10                         | 16 |                  |                           |                           |                            |                           |                           |                           |                            |                            |                            |                            |                            |                            |        |        |        |        |
|  | Aigles de La Roche-sur-Yon     | A8                         | Remparts de Tours          | B1                         | 6                          | 10                         | 16 | 3                | 3                         | 6                         |                            |                           |                           |                           |                            |                            |                            |                            |                            |                            |        |        |        |        |
|  | Aigles de La Roche-sur-Yon     | A8                         |                            |                            |                            |                            |    | 3                | 3                         | 6                         |                            |                           |                           |                           |                            |                            |                            |                            |                            |                            |        |        |        |        |
|  | Remparts de Tours              | B1                         | 4                          | 7                          | 11                         |                            |    |                  |                           |                           |                            |                           |                           |                           |                            |                            |                            |                            |                            |                            |        |        |        |        |
|  | Remparts de Tours              | B1                         | 4                          | 7                          | 11                         |                            |    |                  |                           |                           |                            |                           |                           |                           |                            |                            |                            |                            |                            |                            |        |        |        |        |

#### Finale

##### Chevaliers du Lac d'Annecy-Galaxians d'Amnéville
| samedi 14 avril 2012 | Chevaliers du Lac d'Annecy | 6-4 (1-1, 2-2, 3-1) | Galaxians d'Amnéville | Complexe Jean Régis 1 200 spectateurs |

| Feuille de match | Feuille de match | Feuille de match                        | Feuille de match | Feuille de match                                    |
| ---------------- | --- | --------------------------------------- | --- | --------------------------------------------------- |
|                  | 3 min 15 s, Marc-André L'Hereault (Cédric Boldron, Benjamin Arnaud) 34 min 42 s, Cédric Boldron (Benjamin Arnaud, Maxime Catelin) 39 min 45 s, Maxime Catelin (Fabrice Leglaive, Damien Laplace) 51 min 34 s, Thomas Bussat (Kim Kauttonen, Adrien Dufournet) (SN) 55 min 6 s, Adrien Dufournet (Romain Pierrel, Maxime Catelin) 57 min 44 s, Fabrice Leglaive (Maxime Catelin, Guillaume Le Masson) | 1-0 1-1 1-2 1-3 2-3 3-3 4-3 5-3 5-4 6-4 | 9 min 16 s, Jaromir Florian (Jakub Bradáč, Ľubomír Dutkovič) 23 min 8 s, Štefan Klimek (Jaromir Florian, Antoine Thomas) 26 min 50 s, Jaromir Florian (Štefan Klimek, Jakub Bradáč) 57 min 15 s, Jaromir Florian (Michal Šmálik, Štefan Klimek) (SN) | Arbitrage : Jean Catarino Hervé Roulet Elie Fournon |
| Cyril Bossier    | Gardiens | Michal Stieranka                        | | Arbitrage : Jean Catarino Hervé Roulet Elie Fournon |
| 6 min            | Pénalités | 18 min                                  | | Arbitrage : Jean Catarino Hervé Roulet Elie Fournon |
|                  | |                                         | | Arbitrage : Jean Catarino Hervé Roulet Elie Fournon |

| samedi 21 avril 2012 | Galaxians d'Amnéville | 2-4 (1-1, 1-0, 0-3) | Chevaliers du Lac d'Annecy | Patinoire du Centre de Loisirs |

| Feuille de match | Feuille de match | Feuille de match        | Feuille de match | Feuille de match |
| ---------------- | --- | ----------------------- | --- | ---------------- |
|                  | 12 min 52 s, Michal Šmálik (Štefan Klimek, Jaromir Florian) 37 min 48 s, Jaromir Florian (Michal Šmálik, Jakub Bradáč) (SN) | 0-1 1-1 2-1 2-2 2-3 2-4 | 6 min 31 s, Kim Kauttonen (Marc-André L'Hereault, Mickael Kara) (SN) 45 min 40 s, Adrien Dufournet (Jeffrey Morin, Fabrice Leglaive) 58 min 35 s, Romain Pierrel (Thomas Eischen, Cédric Boldron) 59 min 52 s, Romain Pierrel (Cédric Boldron, Mickael Kara) |                  |
| Michal Stieranka | Gardiens | Cyril Bossier           | |                  |
| 26 min           | Pénalités | 16 min                  | |                  |
|                  | |                         | |                  |

### Poule de maintien
| Équipe                | Chambéry | Compiègne | Metz | Orléans |
| Éléphants de Chambéry |          | 8-1       | 3-2  | 14-3    |
| Lions de Compiègne    | 4-6      |           | 8-3  | 6-4     |
| Graoully de Metz      | 2-4      | 7-5       |      | 7-5     |
| Renards d'Orléans     | 4-3      | 8-11      | 4-3  |         |

| Place | Équipe                | PJ | V | VP | DP | D | Pts | BP | BC | +/- |
| ----- | --------------------- | -- | - | -- | -- | - | --- | -- | -- | --- |
| 1er   | Éléphants de Chambéry | 6  | 5 | 0  | 0  | 1 | 10  | 38 | 16 | +22 |
| 2e    | Lions de Compiègne    | 6  | 3 | 0  | 0  | 3 | 6   | 35 | 36 | -1  |
| 3e    | Graoully de Metz      | 6  | 2 | 0  | 0  | 4 | 4   | 24 | 29 | -5  |
| 4e    | Renards d'Orléans     | 6  | 2 | 0  | 0  | 4 | 4   | 28 | 44 | -16 |

## Division 3

### Formule de la saison
Les trente équipes engagées sont réparties en quatre groupes régionaux (deux de huit équipes et deux de sept équipes) qui se jouent en matchs aller-retour. Les quatre premiers de chaque groupe se qualifient pour la phase finale.
Durant la phase finale qui se joue en matchs aller-retour (ainsi quand il y a match nul, il n'y a pas de prolongation, le score est conservé tel quel), le score cumulé désignant le vainqueur, les qualifiés du groupe A affrontent ceux du groupe B et ceux du groupe C sont opposés à ceux du groupe D. Les vainqueurs des quarts de finale se qualifient pour le carré final.
Les quatre qualifiés pour le carré final sont rassemblés au sein d'une poule unique qui se joue en matchs simples. L'équipe finissant à la première place est sacrée champion de Division 3. Le champion et le deuxième sont promus en Division 2.

#### Attribution des points pour la saison régulière
- 2 pts pour une victoire
- 1 pt pour un nul
- 0 pt pour une défaite
- -1 pt pour une défaite sur tapis vert

#### Attribution des points pour le carré final
- 3 pts pour une victoire en temps réglementaire
- 2 pts pour une victoire en prolongations ou aux tirs au but
- 1 pt pour une défaite en prolongations ou aux tirs au but
- 0 pt pour une défaite en temps réglementaire[2]

### Équipes engagées
Les trente équipes engagées, dont treize équipes réserves et une équipe basée au Luxembourg, sont réparties en quatre groupes régionaux (le 2 suivant le nom d'une équipe indique qu'il s'agit d'une équipe réserve) :
| Groupe A - Orques d'Anglet 2 nouvelle équipe - AC Boulogne-Billancourt - Caribous de Seine-et-Marne nouvelle équipe - Taureaux de feu de Limoges - Bisons de Neuilly-sur-Marne 2 - Lames affûtées de Niort - Dragons de Poitiers - Jets de Viry-Châtillon nouvelle équipe Groupe C - Remparts de Besançon - Gaulois de Châlons-en-Champagne - Titans de Colmar - Ducs de Dijon 2 - Dauphins d'Épinal 2 - Tornado de Luxembourg - Étoile noire de Strasbourg 2 - Diables rouges de Valenciennes | Poule B - Castors d'Asnières 2 - Albatros de Brest 2 - Jokers de Cergy-Pontoise 2 - Coqs de Courbevoie 2 - Chiefs de Deuil-Garges rétrogradé de Division 1 - Cormorans de Rennes - Dock's du Havre Groupe D - Hiboux d'Aubagne - Gaulois de Briançon 2 - Éléphants de Chambéry 2 nouvelle équipe - Gabians de Marseille nouvelle équipe - Pingouins de Morzine 2 - Renards de Roanne nouvelle équipe - Lynx de Valence 2 nouvelle équipe |

### Saison régulière
- 25 septembre 2011 - 18 février 2012

#### Groupe A
| Équipes                       | ACBB | Anglet 2 | Seine-et-Marne | Limoges | Neuilly/Marne | Niort | Poitiers | Viry |
| AC Boulogne-Billancourt       |      | 8-0      | 8-1            | 2-1     | 9-3           | 5-0   | 15-0     | 2-4  |
| Orques d'Anglet 2             | 2-5  |          | 7-5            | 4-4     | 10-1          | 5-0   | 7-1      | 4-2  |
| Caribous de Seine-et-Marne    | 2-7  | 4-5      |                | 2-5     | 5-0           | 12-3  | 6-2      | 3-5  |
| Taureaux de feu de Limoges    | 1-8  | 2-5      | 13-3           |         | 8-1           | 12-1  | 10-0     | 6-3  |
| Bisons de Neuilly-sur-Marne 2 | 3-6  | 2-5      | 3-5            | 3-10    |               | 0-5   | 1-4      | 6-7  |
| Lames affûtées de Niort       | 0-15 | 2-18     | 2-7            | 1-13    | 5-0           |       | 3-2      | 3-11 |
| Dragons de Poitiers           | 4-5  | 3-10     | 4-4            | 0-9     | 3-3           | 6-3   |          | 2-6  |
| Jets de Viry-Châtillon        | 2-6  | 4-0      | 4-2            | 4-0     | 13-1          | 10-0  | 8-2      |      |

| Place | Équipe                        | PJ | V  | N | D  | Pts | BP  | BC  | +/- |
| ----- | ----------------------------- | -- | -- | - | -- | --- | --- | --- | --- |
| 1er   | AC Boulogne-Billancourt       | 14 | 13 | 0 | 1  | 26  | 101 | 23  | +78 |
| 2e    | Jets de Viry-Châtillon        | 14 | 11 | 0 | 3  | 22  | 83  | 37  | +46 |
| 3e    | Orques d'Anglet 2             | 14 | 10 | 1 | 3  | 21  | 82  | 43  | +39 |
| 4e    | Taureaux de feu de Limoges    | 14 | 9  | 1 | 4  | 19  | 94  | 37  | +57 |
| 5e    | Caribous de Seine-et-Marne    | 14 | 5  | 1 | 8  | 11  | 61  | 68  | -7  |
| 6e    | Dragons de Poitiers           | 14 | 2  | 2 | 10 | 6   | 33  | 90  | -57 |
| 7e    | Lames affûtées de Niort       | 14 | 3  | 0 | 11 | 5   | 28  | 116 | -98 |
| 8e    | Bisons de Neuilly-sur-Marne 2 | 14 | 0  | 1 | 13 | -2  | 27  | 95  | -68 |

#### Groupe B
| Équipes                | Asnières 2 | Brest 2 | Cergy 2 | Courbevoie 2 | Deuil-Garges | Le Havre | Rennes |
| Castors d'Asnières 2   |            | 2-5     | 4-11    | 7-5          | 4-9          | 6-1      | 9-6    |
| Albatros de Brest 2    | 11-4       |         | 4-0     | 4-7          | 5-3          | 12-0     | 4-4    |
| Jokers de Cergy 2      | 5-4        | 2-8     |         | 3-8          | 1-12         | 8-2      | 3-4    |
| Coqs de Courbevoie 2   | 6-4        | 6-3     | 7-8     |              | 2-9          | 12-4     | 5-10   |
| Chiefs de Deuil-Garges | 9-1        | 4-3     | 9-1     | 6-2          |              | 9-2      | 5-4    |
| Dock's du Havre        | 6-8        | 3-13    | 6-8     | 7-3          | 3-9          |          | 0-5    |
| Cormorans de Rennes    | 5-5        | 2-3     | 5-0     | 5-2          | 3-7          | 5-0      |        |

| Place | Équipe                 | PJ | V  | N | D  | Pts | BP | BC | +/- |
| ----- | ---------------------- | -- | -- | - | -- | --- | -- | -- | --- |
| 1er   | Chiefs de Deuil-Garges | 12 | 11 | 0 | 1  | 22  | 91 | 31 | +60 |
| 2e    | Albatros de Brest 2    | 12 | 8  | 1 | 3  | 17  | 75 | 37 | +38 |
| 3e    | Cormorans de Rennes    | 12 | 6  | 2 | 4  | 14  | 58 | 43 | +15 |
| 4e    | Coqs de Courbevoie 2   | 12 | 5  | 0 | 7  | 10  | 65 | 70 | -5  |
| 5e    | Jokers de Cergy 2      | 12 | 5  | 0 | 7  | 10  | 50 | 73 | -23 |
| 6e    | Castors d'Asnières 2   | 12 | 4  | 1 | 7  | 9   | 58 | 79 | -21 |
| 7e    | Dock's du Havre        | 12 | 1  | 0 | 11 | 2   | 33 | 98 | -65 |

#### Groupe C
| Équipes                         | Besançon | Châlons | Colmar | Dijon 2 | Épinal 2 | Luxembourg | Strasbourg. 2 | Valenciennes |
| Remparts de Besançon            |          | 3-5     | 6-8    | 3-5     | 6-5      | 6-5        | 4-6           | 5-0          |
| Gaulois de Châlons-en-Champagne | 7-3      |         | 10-6   | 11-9    | 7-3      | 6-5        | 2-4           | 11-4         |
| Titans de Colmar                | 6-4      | 9-5     |        | 8-7     | 4-6      | 13-1       | 3-6           | 7-2          |
| Ducs de Dijon 2                 | 6-0      | 4-3     | 3-4    |         | 2-5      | 4-4        | 1-5           | 4-0          |
| Dauphins d'Épinal 2             | 3-0      | 2-8     | 3-5    | 2-2     |          | 4-7        | 3-6           | 2-2          |
| Tornado de Luxembourg           | 2-3      | 4-6     | 3-7    | 2-5     | 5-2      |            | 2-7           | 3-6          |
| Étoile noire de Strasbourg 2    | 13-2     | 5-3     | 6-5    | 10-2    | 9-0      | 6-5        |               | 4-2          |
| Diables rouges de Valenciennes  | 0-5      | 1-10    | 4-7    | 2-3     | 3-1      | 2-3        | 1-5           |              |

| Place | Équipe                          | PJ | V  | N | D  | Pts | BP | BC | +/- |
| ----- | ------------------------------- | -- | -- | - | -- | --- | -- | -- | --- |
| 1er   | Étoile noire de Strasbourg 2    | 14 | 14 | 0 | 0  | 28  | 92 | 35 | +57 |
| 2e    | Gaulois de Châlons-en-Champagne | 14 | 10 | 0 | 4  | 20  | 94 | 62 | +32 |
| 3e    | Titans de Colmar                | 14 | 10 | 0 | 4  | 20  | 92 | 66 | +26 |
| 4e    | Ducs de Dijon 2                 | 14 | 6  | 2 | 6  | 14  | 57 | 59 | -2  |
| 5e    | Remparts de Besançon            | 14 | 5  | 0 | 9  | 10  | 50 | 71 | -21 |
| 6e    | Dauphins d'Épinal 2             | 14 | 3  | 2 | 9  | 8   | 41 | 66 | -25 |
| 7e    | Tornado de Luxembourg           | 14 | 3  | 1 | 10 | 7   | 51 | 77 | -26 |
| 8e    | Diables rouges de Valenciennes  | 14 | 2  | 1 | 11 | 3   | 29 | 70 | -41 |

#### Groupe D
| Équipes                 | Aubagne | Briançon 2 | Chambéry | Marseille | Morzine 2 | Roanne | Valence 2 |
| Hiboux d'Aubagne        |         | 2-3        | 5-0      | 2-2       | 5-2       | 4-2    | 4-4       |
| Gaulois de Briançon 2   | 4-1     |            | 15-3     | 7-4       | 8-0       | 6-0    | 10-3      |
| Éléphants de Chambéry 2 | 1-4     | 2-10       |          | 5-7       | 4-5       | 3-15   | 3-4       |
| Gabians de Marseille    | 5-0     | 5-3        | 6-6      |           | 5-1       | 2-2    | 4-2       |
| Pingouins de Morzine 2  | 8-5     | 2-4        | 20-3     | 4-5       |           | 2-3    | 11-3      |
| Renards de Roanne       | 2-1     | 5-6        | 5-1      | 2-2       | 4-1       |        | 7-1       |
| Lynx de Valence 2       | 1-1     | 2-10       | 7-0      | 4-8       | 4-5       | 6-3    |           |

| Place | Équipe                  | PJ | V  | N | D  | Pts | BP | BC  | +/- |
| ----- | ----------------------- | -- | -- | - | -- | --- | -- | --- | --- |
| 1er   | Gaulois de Briançon 2   | 12 | 11 | 0 | 1  | 22  | 86 | 29  | +57 |
| 2e    | Gabians de Marseille    | 12 | 7  | 4 | 1  | 18  | 55 | 38  | +17 |
| 3e    | Renards de Roanne       | 12 | 6  | 2 | 4  | 14  | 50 | 35  | +15 |
| 4e    | Hiboux d'Aubagne        | 12 | 4  | 3 | 5  | 11  | 34 | 34  | 0   |
| 5e    | Pingouins de Morzine 2  | 12 | 5  | 0 | 7  | 10  | 61 | 53  | +8  |
| 6e    | Lynx de Valence 2       | 12 | 3  | 2 | 7  | 7   | 41 | 66  | -25 |
| 7e    | Éléphants de Chambéry 2 | 12 | 0  | 1 | 11 | 1   | 31 | 103 | -72 |

### Phase finale
|  | Huitièmes de finale             | Huitièmes de finale             | Huitièmes de finale             | Huitièmes de finale | Huitièmes de finale | Huitièmes de finale |                              |                              | Quarts de finale | Quarts de finale | Quarts de finale | Quarts de finale | Quarts de finale | Quarts de finale |
|  |                                 |                                 |                                 |                     |                     |                     |                              |                              |                  |                  |                  |                  |                  |                  |
|  | 3 et 10 mars 2012               |                                 |                                 |                     |                     |                     |                              |                              |                  |                  |                  |                  |                  |                  |
|  |                                 |                                 |                                 |                     |                     |                     |                              |                              |                  |                  |                  |                  |                  |                  |
|  | AC Boulogne-Billancourt         | AC Boulogne-Billancourt         | A1                              | 6                   | 12                  | 18                  |                              |                              |                  |                  |                  |                  |                  |                  |
|  | AC Boulogne-Billancourt         | AC Boulogne-Billancourt         | A1                              | 6                   | 12                  | 18                  | 17 et 31 mars 2012           |                              |                  |                  |                  |                  |                  |                  |
|  | Coqs de Courbevoie 2            | Coqs de Courbevoie 2            | B4                              | 2                   | 6                   | 8                   |                              |                              |                  |                  |                  |                  |                  |                  |
|  | Coqs de Courbevoie 2            | Coqs de Courbevoie 2            | B4                              | 2                   | 6                   | 8                   | AC Boulogne-Billancourt      | AC Boulogne-Billancourt      | A1               | 4                | 6                | 10               |                  |                  |
|  | 25 février et 3 mars 2012       |                                 |                                 |                     |                     |                     | AC Boulogne-Billancourt      | AC Boulogne-Billancourt      | A1               | 4                | 6                | 10               |                  |                  |
|  |                                 | Orques d'Anglet 2               | Orques d'Anglet 2               | A3                  | 1                   | 3                   | 4                            |                              |                  |                  |                  |                  |                  |                  |
|  | Albatros de Brest 2             | Albatros de Brest 2             | Orques d'Anglet 2               | A3                  | 1                   | 3                   | 4                            | B2                           | 0                | 2                | 2                |                  |                  |                  |
|  | Albatros de Brest 2             | Albatros de Brest 2             |                                 |                     |                     |                     |                              | B2                           | 0                | 2                | 2                |                  |                  |                  |
|  | Orques d'Anglet 2               | Orques d'Anglet 2               | A3                              | 6                   | 9                   | 15                  |                              |                              |                  |                  |                  |                  |                  |                  |
|  | Orques d'Anglet 2               | Orques d'Anglet 2               | A3                              | 6                   | 9                   | 15                  |                              |                              |                  |                  |                  |                  |                  |                  |
|  | 25 février et 3 mars 2012       |                                 |                                 |                     |                     |                     |                              |                              |                  |                  |                  |                  |                  |                  |
|  |                                 |                                 |                                 |                     |                     |                     |                              |                              |                  |                  |                  |                  |                  |                  |
|  | Chiefs de Deuil-Garges          | Chiefs de Deuil-Garges          | B1                              | 8                   | 2                   | 10                  |                              |                              |                  |                  |                  |                  |                  |                  |
|  | Chiefs de Deuil-Garges          | Chiefs de Deuil-Garges          | B1                              | 8                   | 2                   | 10                  | 24 et 31 mars 2012           |                              |                  |                  |                  |                  |                  |                  |
|  | Taureaux de feu de Limoges      | Taureaux de feu de Limoges      | A4                              | 2                   | 3                   | 5                   |                              |                              |                  |                  |                  |                  |                  |                  |
|  | Taureaux de feu de Limoges      | Taureaux de feu de Limoges      | A4                              | 2                   | 3                   | 5                   | Chiefs de Deuil-Garges       | Chiefs de Deuil-Garges       | B1               | 5                | 7                | 12               |                  |                  |
|  | 3 et 10 mars 2012               |                                 |                                 |                     |                     |                     | Chiefs de Deuil-Garges       | Chiefs de Deuil-Garges       | B1               | 5                | 7                | 12               |                  |                  |
|  |                                 | Jets de Viry-Châtillon          | Jets de Viry-Châtillon          | A2                  | 5                   | 2                   | 7                            |                              |                  |                  |                  |                  |                  |                  |
|  | Jets de Viry-Châtillon          | Jets de Viry-Châtillon          | Jets de Viry-Châtillon          | A2                  | 5                   | 2                   | 7                            | A2                           | 3                | 5                | 8                |                  |                  |                  |
|  | Jets de Viry-Châtillon          | Jets de Viry-Châtillon          |                                 |                     |                     |                     |                              | A2                           | 3                | 5                | 8                |                  |                  |                  |
|  | Cormorans de Rennes             | Cormorans de Rennes             | B3                              | 1                   | 4                   | 5                   |                              |                              |                  |                  |                  |                  |                  |                  |
|  | Cormorans de Rennes             | Cormorans de Rennes             | B3                              | 1                   | 4                   | 5                   |                              |                              |                  |                  |                  |                  |                  |                  |
|  | 3 et 10 mars 2012               |                                 |                                 |                     |                     |                     |                              |                              |                  |                  |                  |                  |                  |                  |
|  |                                 |                                 |                                 |                     |                     |                     |                              |                              |                  |                  |                  |                  |                  |                  |
|  | Étoile noire de Strasbourg 2    | Étoile noire de Strasbourg 2    | C1                              | 5                   | 4                   | 9                   |                              |                              |                  |                  |                  |                  |                  |                  |
|  | Étoile noire de Strasbourg 2    | Étoile noire de Strasbourg 2    | C1                              | 5                   | 4                   | 9                   | 24 et 31 mars 2012           |                              |                  |                  |                  |                  |                  |                  |
|  | Hiboux d'Aubagne                | Hiboux d'Aubagne                | D4                              | 0                   | 2                   | 2                   |                              |                              |                  |                  |                  |                  |                  |                  |
|  | Hiboux d'Aubagne                | Hiboux d'Aubagne                | D4                              | 0                   | 2                   | 2                   | Étoile noire de Strasbourg 2 | Étoile noire de Strasbourg 2 | C1               | 9                | 15               | 24               |                  |                  |
|  | 3 et 10 mars 2012               |                                 |                                 |                     |                     |                     | Étoile noire de Strasbourg 2 | Étoile noire de Strasbourg 2 | C1               | 9                | 15               | 24               |                  |                  |
|  |                                 | Gabians de Marseille            | Gabians de Marseille            | D2                  | 3                   | 1                   | 4                            |                              |                  |                  |                  |                  |                  |                  |
|  | Gabians de Marseille            | Gabians de Marseille            | Gabians de Marseille            | D2                  | 3                   | 1                   | 4                            | D2                           | 10               | 4                | 14               |                  |                  |                  |
|  | Gabians de Marseille            | Gabians de Marseille            |                                 |                     |                     |                     |                              | D2                           | 10               | 4                | 14               |                  |                  |                  |
|  | Titans de Colmar                | Titans de Colmar                | C3                              | 5                   | 8                   | 13                  |                              |                              |                  |                  |                  |                  |                  |                  |
|  | Titans de Colmar                | Titans de Colmar                | C3                              | 5                   | 8                   | 13                  |                              |                              |                  |                  |                  |                  |                  |                  |
|  | 3 et 10 mars 2012               |                                 |                                 |                     |                     |                     |                              |                              |                  |                  |                  |                  |                  |                  |
|  |                                 |                                 |                                 |                     |                     |                     |                              |                              |                  |                  |                  |                  |                  |                  |
|  | Gaulois de Briançon 2           | Gaulois de Briançon 2           | D1                              | 9                   | 2                   | 11                  |                              |                              |                  |                  |                  |                  |                  |                  |
|  | Gaulois de Briançon 2           | Gaulois de Briançon 2           | D1                              | 9                   | 2                   | 11                  | 24 et 31 mars 2012           |                              |                  |                  |                  |                  |                  |                  |
|  | Ducs de Dijon 2                 | Ducs de Dijon 2                 | C4                              | 4                   | 4                   | 8                   |                              |                              |                  |                  |                  |                  |                  |                  |
|  | Ducs de Dijon 2                 | Ducs de Dijon 2                 | C4                              | 4                   | 4                   | 8                   | Gaulois de Briançon 2        | Gaulois de Briançon 2        | D1               | 4                | 7                | 11               |                  |                  |
|  | 3 et 10 mars 2012               |                                 |                                 |                     |                     |                     | Gaulois de Briançon 2        | Gaulois de Briançon 2        | D1               | 4                | 7                | 11               |                  |                  |
|  |                                 | Gaulois de Châlons-en-Champagne | Gaulois de Châlons-en-Champagne | C2                  | 3                   | 7                   | 10                           |                              |                  |                  |                  |                  |                  |                  |
|  | Gaulois de Châlons-en-Champagne | Gaulois de Châlons-en-Champagne | Gaulois de Châlons-en-Champagne | C2                  | 3                   | 7                   | 10                           | C2                           | 8                | 5                | 13               |                  |                  |                  |
|  | Gaulois de Châlons-en-Champagne | Gaulois de Châlons-en-Champagne |                                 |                     |                     |                     |                              | C2                           | 8                | 5                | 13               |                  |                  |                  |
|  | Renards de Roanne               | Renards de Roanne               | D3                              | 1                   | 2                   | 3                   |                              |                              |                  |                  |                  |                  |                  |                  |

### Carré final
Les équipes qualifiées pour la poule finale, sont identifiées par les lettres A, B, C et D correspondant à leur classement en saison régulière. Les poules n'étant pas égales en nombre d'équipes (2 poules de 8 et 2 poules de 7), les résultats obtenus face aux huitièmes de poule sont retirés pour établir ce classement. L'ordre des matchs pour ce carré final est le suivant :
- 1er  jour : B - C, A - D
- 2e jour : B - D, A - C
- 3e jour : C - D, A - B

Voici les équipes qualifiées ainsi que leur lettre :
| Lettre | Équipe                       | Saison régulière | Points | Différence de buts |
| ------ | ---------------------------- | ---------------- | ------ | ------------------ |
| A      | Étoile noire de Strasbourg 2 | 1er Groupe C     | 24     | +51                |
| B      | AC Boulogne-Billancourt      | 1er Groupe A     | 22     | +69                |
| C      | Chiefs de Deuil-Garges       | 1er Groupe B     | 22     | +60                |
| D      | Gaulois de Briançon 2        | 1er Groupe D     | 22     | +57                |

Le carré final se dispute à l'Iceberg de Strasbourg.
Le système des points évolue durant cette phase (voir Formule de la saison). Contrairement aux matchs de saison régulière, il n'y a pas de match nul. Ainsi, une prolongation de 5 minutes en mort subite est disputée si nécessaire. Si aucun but n'est marqué dans cette mort subite, une séance de tirs au but est alors disputée.

#### Résultats
| vendredi 13 avril 2012 | AC Boulogne-Billancourt | 5-3 (1-1, 2-1, 2-1) | Chiefs de Deuil-Garges | L'Iceberg 71 spectateurs |

| Feuille de match  | Feuille de match | Feuille de match                | Feuille de match | Feuille de match                               |
| ----------------- | --- | ------------------------------- | --- | ---------------------------------------------- |
|                   | 13 min 12 s, Alois Gallet (Julien Libat) (SN) 20 min 56 s, Jean-Baptiste Lamande (Julien Libat, Christophe Jolly) (SN) 22 min 37 s, Julien Libat 42 min 25 s, Anthony Becaglia (Christophe Jolly, Alois Gallet) (SN) 59 min 19 s, Christophe Jolly (Anthony Becaglia) (cage vide) | 1-0 1-1 2-1 3-1 3-2 4-2 4-3 5-3 | 14 min 37 s, Gaëtan Jeannin (Jean-Bernard Aurouze) (SN) 34 min 40 s, Gaëtan Jeannin (Anthony Mathias) 44 min 0 s, Gaëtan Jeannin (Damien Ilczyszyn) | Arbitrage : Laurent Roueche Sébastien Geoffroy |
| Franck Constantin | Gardiens | Tomas Cholinsky                 | | Arbitrage : Laurent Roueche Sébastien Geoffroy |
| 30 min            | Pénalités | 82 min                          | | Arbitrage : Laurent Roueche Sébastien Geoffroy |
|                   | |                                 | | Arbitrage : Laurent Roueche Sébastien Geoffroy |

| vendredi 13 avril 2012 | Étoile noire de Strasbourg 2 | 8-3 (3-1, 4-1, 1-1) | Gaulois de Briançon 2 | L'Iceberg 652 spectateurs |

| Feuille de match | Feuille de match | Feuille de match                            | Feuille de match | Feuille de match                        |
| ---------------- | --- | ------------------------------------------- | --- | --------------------------------------- |
|                  | 12 min 34 s, Yannick Maillot 17 min 16 s, Romain Schmitt (Christopher Dehan) 18 min 35 s, Stéphane Hohnadel (IN) 21 min 44 s, Julien Burgert (Pierre Bouge) 30 min 15 s, Stéphane Hohnadel (Philippe Bastian, Xavier Idiart) (SN) 34 min 11 s, Julien Burgert 39 min 52 s, Yannick Maillot (Stéphane Hohnadel, Xavier Idiart) (SN) 47 min 34 s, Philippe Bastian (SN) | 1-0 1-1 2-1 3-1 4-1 5-1 6-1 6-2 7-2 8-2 8-3 | 17 min 3 s, Frédéric Borgnet (Stanislas Cocetta, Hugues Moreaux) (IN) 34 min 26 s, Frédéric Borgnet (Nicolas Ravoire) 55 min 31 s, Laurent Cal (Frédéric Borgnet) (SN) | Arbitrage : Guy Zaegel Nicolas Bergeron |
| Ludovic Rio      | Gardiens | Matthias Aman                               | | Arbitrage : Guy Zaegel Nicolas Bergeron |
| 32 min           | Pénalités | 24 min                                      | | Arbitrage : Guy Zaegel Nicolas Bergeron |
|                  | |                                             | | Arbitrage : Guy Zaegel Nicolas Bergeron |

| samedi 14 avril 2012 | AC Boulogne-Billancourt | 1-4 (0-2, 0-2, 1-0) | Gaulois de Briançon 2 | L'Iceberg 151 spectateurs |

| Feuille de match  | Feuille de match                                      | Feuille de match    | Feuille de match | Feuille de match                                |
| ----------------- | ----------------------------------------------------- | ------------------- | --- | ----------------------------------------------- |
|                   | 43 min 32 s, Anthony Becaglia (19: Uy Nam Duong) (SN) | 0-1 0-2 0-3 0-4 1-4 | 3 min 31 s, Jean-François Cal (Stéphane Ravoire, Frédéric Borgnet) 18 min 23 s, Benjamin Masse (SN) 25 min 59 s, Hugues Moreaux (Jérémy Vincent) 33 min 21 s, Hugues Moreaux (Jérémy Vincent, Sébastien Vidal) (SN) | Arbitrage : Sébastien Geoffroy Nicolas Bergeron |
| Franck Constantin | Gardiens                                              | Matthias Aman       | | Arbitrage : Sébastien Geoffroy Nicolas Bergeron |
| 24 min            | Pénalités                                             | 12 min              | | Arbitrage : Sébastien Geoffroy Nicolas Bergeron |
|                   |                                                       |                     | | Arbitrage : Sébastien Geoffroy Nicolas Bergeron |

| samedi 14 avril 2012 | Étoile noire de Strasbourg 2 | 2-1 (1-0, 1-1, 0-0) | Chiefs de Deuil-Garges | L'Iceberg 846 spectateurs |

| Feuille de match | Feuille de match                                                             | Feuille de match | Feuille de match                     | Feuille de match                       |
| ---------------- | ---------------------------------------------------------------------------- | ---------------- | ------------------------------------ | -------------------------------------- |
|                  | 9 min 2 s, Pierre Buchlin (Julien Burgert) (SN) 30 min 38 s, Yannick Maillot | 1-0 1-1 2-1      | 20 min 37 s, Jean-Denis Aurouze (SN) | Arbitrage : Guy Zaegel Laurent Roueche |
| Marc Buchlin     | Gardiens                                                                     | Tomas Cholinsky  |                                      | Arbitrage : Guy Zaegel Laurent Roueche |
| 16 min           | Pénalités                                                                    | 62 min           |                                      | Arbitrage : Guy Zaegel Laurent Roueche |
|                  |                                                                              |                  |                                      | Arbitrage : Guy Zaegel Laurent Roueche |

| dimanche 15 avril 2012 | Chiefs de Deuil-Garges | 5-4 (TB) (1-1, 0-0, 3-3, 0-0, 1-0) | Gaulois de Briançon 2 | L'Iceberg 183 spectateurs |

| Feuille de match | Feuille de match | Feuille de match                    | Feuille de match | Feuille de match                                |
| ---------------- | --- | ----------------------------------- | --- | ----------------------------------------------- |
|                  | 1 min 9 s, Jonathan Auzou 47 min 21 s, Gaëtan Jeannin (Jérémy Garaud) 50 min 14 s, Jean-Bernard Aurouze (Damien Ilczyszyn, Pierre Magnier) (SN) 58 min 20 s, Jean-Bernard Aurouze (Damien Ilczyszyn, Gaëtan Jeannin) 65 min 0 s, Gaëtan Jeannin | 1-0 1-1 1-2 1-3 2-3 2-4 3-4 4-4 5-4 | 10 min 0 s, Sébastien Bertrand (Jean-François Cal, Sébastien Vidal) (SN) 44 min 14 s, Nicolas Ravoire (Stéphane Ravoire, Frédéric Borgnet) 46 min 46 s, Sébastien Bertrand 47 min 45 s, Stéphane Ravoire (Frédéric Borgnet) | Arbitrage : Sébastien Geoffroy Nicolas Bergeron |
| Tomas Cholinsky  | Gardiens | Matthias Aman                       | | Arbitrage : Sébastien Geoffroy Nicolas Bergeron |
| 16 min           | Pénalités | 20 min                              | | Arbitrage : Sébastien Geoffroy Nicolas Bergeron |
|                  | |                                     | | Arbitrage : Sébastien Geoffroy Nicolas Bergeron |

| dimanche 15 avril 2012 | Étoile noire de Strasbourg 2 | 4-2 (3-0, 0-1, 1-1) | AC Boulogne-Billancourt | L'Iceberg 1 152 spectateurs |

| Feuille de match | Feuille de match | Feuille de match        | Feuille de match                                                                         | Feuille de match                       |
| ---------------- | --- | ----------------------- | ---------------------------------------------------------------------------------------- | -------------------------------------- |
|                  | 13 min 23 s, Stéphane Hohnadel (Julien Burgert) 17 min 21 s, Pierre Schultz 18 min 47 s, Damien Brau Arnauty (Julien Burgert, Benjamin Bercq) 53 min 53 s, Pierre Bouge (Yannick Maillot) | 1-0 2-0 3-0 3-1 3-2 4-2 | 23 min 28 s, Florent Fauvre 53 min 25 s, Uy Nam Duong (Florent Fauvre, Christophe Jolly) | Arbitrage : Guy Zaegel Laurent Roueche |
| Ludovic Rio      | Gardiens | Franck Constantin       |                                                                                          | Arbitrage : Guy Zaegel Laurent Roueche |
| 16 min           | Pénalités | 6 min                   |                                                                                          | Arbitrage : Guy Zaegel Laurent Roueche |
|                  | |                         |                                                                                          | Arbitrage : Guy Zaegel Laurent Roueche |

À l'issue de ce tournoi, l'Étoile noire de Strasbourg 2 et les Gaulois de Briançon 2 sont promus en Division 2. Briançon décide par la suite de ne pas reconduire son équipe réserve et n'est pas remplacé.
| Place | Équipe                       | PJ | V | VP | DP | D | Pts | BP | BC | +/- |
| ----- | ---------------------------- | -- | - | -- | -- | - | --- | -- | -- | --- |
| 1er   | Étoile noire de Strasbourg 2 | 3  | 3 | 0  | 0  | 0 | 9   | 14 | 6  | +8  |
| 2e    | Gaulois de Briançon 2        | 3  | 1 | 0  | 1  | 1 | 4   | 11 | 14 | -3  |
| 3e    | AC Boulogne-Billancourt      | 3  | 1 | 0  | 0  | 2 | 3   | 8  | 11 | -3  |
| 4e    | Chiefs de Deuil-Garges       | 3  | 0 | 1  | 0  | 2 | 2   | 9  | 11 | -2  |